# Supermarine Spitfire
Supermarine Spitfire var ett brittiskt jaktflygplan som konstruerades av Reginald Joseph Mitchell under 1930-talet. Det är främst känt för sin insats under slaget om Storbritannien och det var ett av de viktigaste stridsflygplanen under andra världskriget.

## Utveckling
Spitfire har sina rötter i tävlingsflygplanet Supermarine S.6, även det konstruerat av Reginald Mitchell. Till skillnad från sina föregångare S.4 och S.5 hade S.6 en vätskekyld V12-motor tillverkad av Rolls-Royce som hade mycket högre effekt än de tidigare Napier Lion-motorerna. Den förfinade modellen S.6b gick till historien genom att vinna Schneidertrofén åt Storbritannien 1931.
Ungefär samtidigt konstruerade Mitchell även jaktflygplanet Supermarine 224 enligt en specifikation från Luftministeriet. Den hade en Rolls-Royce Goshawk-motor på 660 hk, vinklade måsvingar, öppen sittbrunn och fast landningsställ med ”byxben”. Den hade vissa likheter med Ju 87 Stuka. Toppfarten var bara föga imponerande 370 km/h och Royal Air Force valde att i stället köpa in det något snabbare biplanet Gloster Gladiator. Mitchell var inte heller nöjd med konstruktionen och lovade att han kunde konstruera ett mycket bättre jaktflygplan om han bara fick fria händer. Luftministeriet var inte intresserat, men Supermarine och den nya ägaren Vickers beslutade att påbörja utvecklingen som ett privat initiativ.
Med utgångspunkt från sina tävlingsflygplan började Mitchell att konstruera jaktflygplanet Supermarine 300. Den var baserad på motorn Rolls Royce PV12, en mer robust och pålitlig efterföljare till den högtrimmade tävlingsmotorn Rolls-Royce ”R” och som snart skulle bli känd under namnet Merlin. Flygplanet hade en slank och strömlinjeformad flygkropp, tunna vingar och infällbart landningsställ, allt för att minska luftmotståndet. Därtill hade den en imponerande beväpning av inte mindre än åtta stycken kulsprutor, samtliga monterade utanför propellercirkeln och därmed utan behov av synkronisering. När den färdiga konstruktionen presenterades för Luftministeriet ändrade de sig och beställde en prototyp för evaluering. (En prototyp av Hawker Hurricane beställdes ungefär samtidigt). Prototypen genomförde sin jungfruflygning 5 mars 1936 och det krävdes inte många flygtimmar innan flygplanet utmärkte sig genom sin imponerande prestanda och utmärkta flygegenskaper.
Ett kontrakt på 310 stycken Spitfires skrevs 3 juni 1936, men det tog tid att få igång serieproduktionen och det dröjde till juli 1938 innan de första flygplanen började levereras. Reginald Mitchell arbetade in i det sista på Spitfiren fram till sin död den 11 juni 1937 varefter Joseph Smith tog över arbetet. Smith införde förbättringar som vindruta i pansarglas, sporrhjul i stället för skida, en starkare Merlin-motor och en trebladig metallpropeller med två stigningslägen.
Supermarine Spitfire fortsatte att utvecklas och förfinas under resten av kriget. Totalt 24 olika versioner byggdes, både som jaktflygplan och spaningsflygplan, och i vissa fall flera undervarianter till dessa. Parallellt med versionerna utvecklades olika vingar med olika beväpningsalternativ. Förutom A-vingarna med åtta stycken 7,7 mm kulsprutor fanns B-vingarna med två 20 mm magasinsmatade Hispano-Suiza automatkanoner och fyra 7,7 mm kulsprutor, C-vingarna var ”universalvingar” och kunde förses med fyra 20 mm bandmatade automatkanoner eller två automatkanoner och fyra kulsprutor. Efter att USA gått med i kriget och börjat exportera krigsmateriel till Storbritannien i större mängder kom E-vingarna med två 20 mm automatkanoner och två 12,7 mm kulsprutor. De olika vingkonfigurationerna återkommer i många versioner och betecknas med bokstaven a, b, c respektive e efter versionsnumret. Vissa av jaktversionerna byggdes också i LF- och HF-varianter optimerade för låg respektive hög höjd. De hade olika kompressorer till motorerna för att utveckla maximal effekt på olika höjd. LF-varianterna hade dessutom ofta avklippta vingspetsar för att få högre maxfart och högre rollhastighet på bekostnad av maxhöjden.
När Spitfires mötte Focke-Wulf Fw 190 i strid i september 1941 blev de för första gången utklassade av ett snabbare och tyngre beväpnat flygplan. Lösningen blev att så snabbt som möjligt byta ut motorn på ett antal Mk.V mot en Merlin-motor med tvåstegskompressor. Resultatet blev Mk.IX. Flera olika modeller av Merlin monterades i Mk.IX, både med vanlig förgasare med flottör och insprutningsförgasare. Gemensamt för alla var dock att de hade tvåstegskompressor. Den plats som togs upp av kompressorn och intercoolern gjorde flygplanen 18 cm längre. Dessa brukar klassas som andra generationens Spitfires.
Den tredje generationens Spitfires hade den större och kraftfullare motorn Rolls-Royce Griffon. Eftersom Griffon-motorn var större fick motorhuven göras om med två stycken åsar för topplocken, något som gjorde de sista versionerna av Spitfire mer lik ursprunget Supermarine S.6. Griffon-motorn hade högre vridmoment än Merlin-motorn vilket gjorde att propellrar med fyra eller fem blad fick användas.

## Användning

### Australien

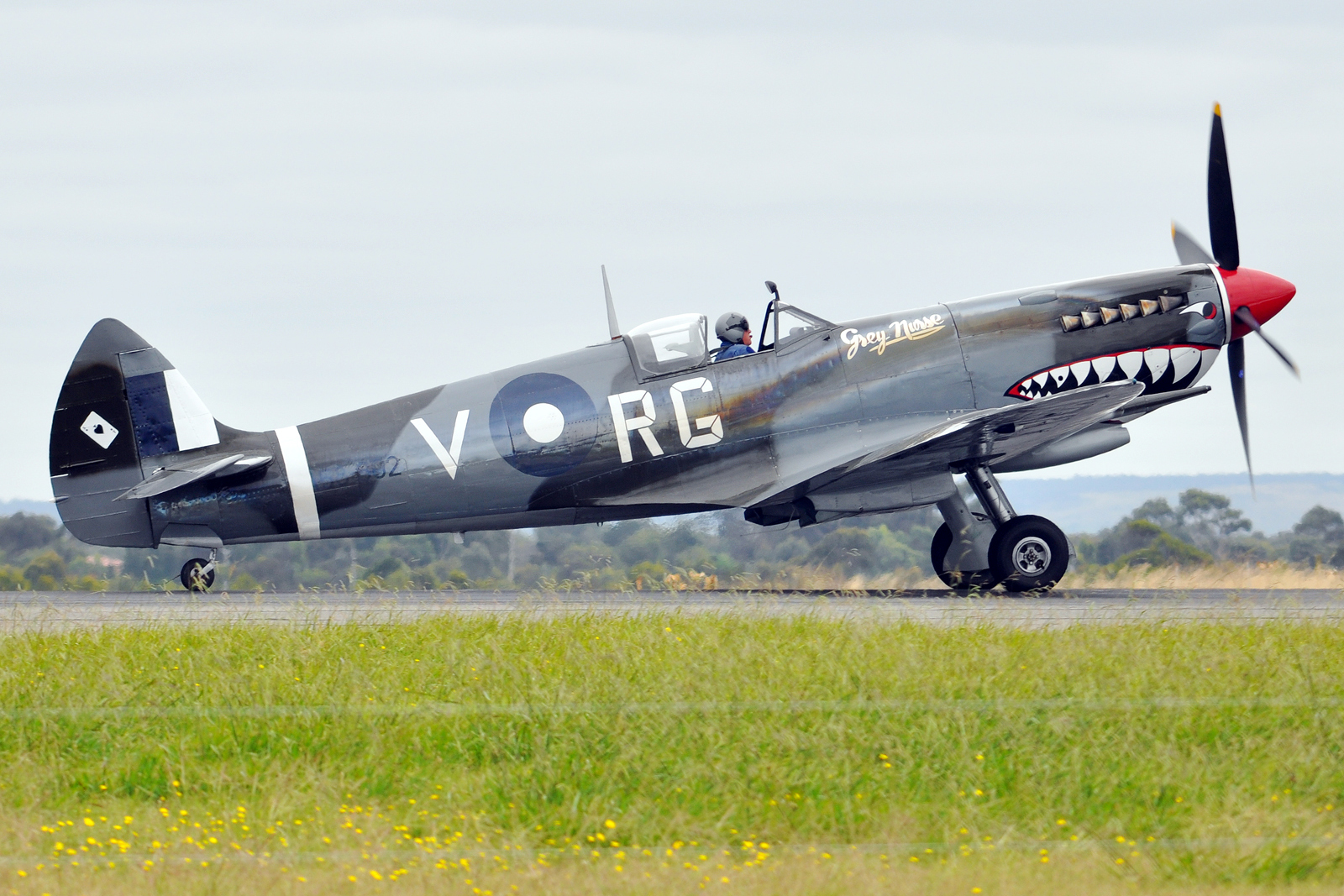
En australiensisk Spitfire från No.457 Squadron restaurerad till flygdugligt skick.

Australiens flygvapens No.452 Squadron bildades i Storbritannien i april 1941 och var då den första australiensiska divisionen att utrustas med Spitfires. Divisionen utmärkte sig väl i kampen mot Luftwaffe och lyckades skjuta ner sextio flygplan mot tjugotvå egna förluster. No.457 Squadron bildades i juni 1941 och baserades till en början på Isle of Man och hade därför väldigt lite stridskontakt. I mars 1942 uppgraderades divisionen till Spitfire Mk.V  och flyttades till Redhill där de hamnade i hårda strider med den överlägsna tyska Focke-Wulf Fw 190. I maj 1942 förflyttades de båda divisionerna tillsammans med den brittiska No.54 Squadron till Australien för att försvara Darwin mot japanska bombanfall. I samband med flytten uppgraderades de kvarvarande Spitfire Mk.I till Mk.V modifierade för tropiska förhållanden med bland annat dammfilter framför luftintaget. Trots modifieringarna drabbades flygplanen av tekniska problem som strejkande kulsprutor och läckande glykol. Trots det lyckades de försvara Darwin i över ett år tills japanerna blev tvungna att koncentrera sina styrkor till Salomonöarna varefter No.452 och No.457 Squadron flyttades fram till Morotai.
Den första Spitire-divisionen som sattes upp i Australien var No.79 Squadron i april 1943. No.79 Squadron baserades på Goodenough-ön och användes för att försvara de nybyggda flygbaserna på Salomonöarna och D'Entrecasteaux-öarna mot de japanska bombflygplan som fortfarande opererade från Rabaul samt eskortera de amerikanska bombflygplan som bombade Rabaul. Spitfires räckvidd var i kortaste laget för att användas i Stillahavskriget och flyttades därför fram till Kiriwina. I takt med att de allierade började få övertaget övergick No.79 Squadron allt mer till offensiva operationer. Efter att USA:s marinkår erövrat Amiralitetsöarna omgrupperade divisionen till Momote på Los Negros Island. Efter att ha återvänt till Australien för att uppgradera till Spitfire Mk.VIII förenades No.79 Squadron med de båda andra Spitfire-divisionerna på Morotai. Vid det laget var Morotai ganska långt från det huvudsakliga stridsområdena i Filippinerna och Iwo Jima. Det berodde dels på Spitfirens räckvidd inte var tillräcklig för att användas i de stridsområdena, men också på MacArthurs beslut att låta de amerikanska styrkorna bära huvudansvaret för framryckningen mot Japan medan samväldets styrkor band de japanska styrkor jag fortfarande fanns i Nederländska Ostindien och Indokina.

### Belgien

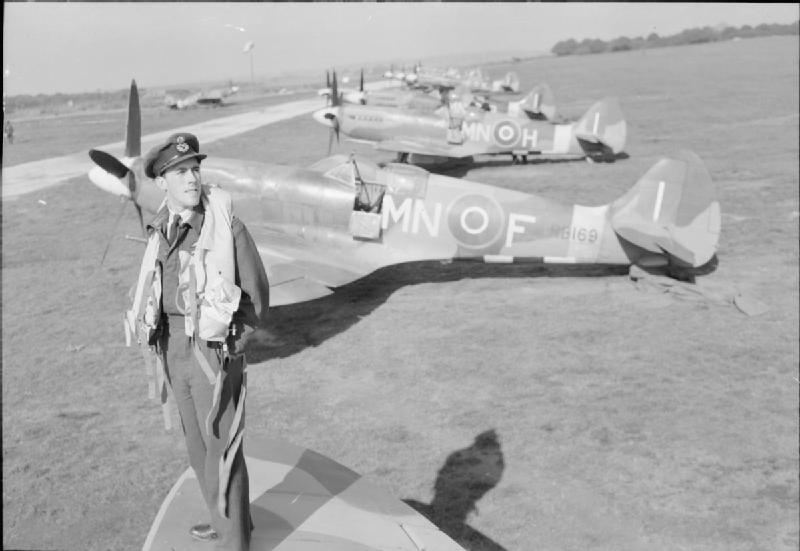
350:e divisionens flygplan uppställda på flygfältet i Lympne, Kent.

Redan 1937 visade Belgien stort intresse för att tillverka Spitfire på licens. En beställning på ett provflygplan växte till tio och sedan till trettio flygplan med tillstånd att tillverka trettiofem på licens. I september 1938 började de första femton flygplanen tillverkas för Belgien, men på grund av andra världskrigets utbrott ett år senare blev de aldrig levererade. I stället sattes två belgiska flygdivisioner upp i exil i Storbritannien 1941 (No.350 Squadron) respektive 1942 (No.349 Squadron). No.350 Squadron gjorde särskilt väl ifrån sig under operation Jubilee då de sköt ner inte mindre än sju flygplan (sex Fw 190 och en Ju 88) och skadade ytterligare tolv. Efter att ha uppgraderat till Spitfire Mk.XIV i augusti 1944 började divisionen att jaga V-1-bomber. Under augusti och september lyckades divisionen skjuta ner sex stycken V-1:or. I december lämnade divisionen Storbritannien för att flyttas ”hem” till Evere i Belgien bara för att strax därefter förlora huvuddelen av sina flygplan på marken under operation Bodenplatte. I mars 1945 var de förlorade flygplanen ersatta och divisionen flyttades fram till Cloppenburg i Tyskland för att skydda övergången av Weser.
Direkt efter krigsslutet planerade Belgien att sätta upp två flygflottiljer med två divisioner vardera. Storbritannien insisterade dock på att No.349 och No.350 Squadrons Spitfire Mk.IX skulle återlämnas (trots att de var betalda). I stället beställde Belgien 100 stycken begagnade Spitfire Mk.XIV (i Belgien kallade Mk.14) följt av ytterligare 30. Ryggraden i det nya belgiska flygvapnet bestod av åtta divisioner (349:e och 350:e tillhörande 1:a flygflottiljen i Beauvechain, 1:a, 2:a och 3:e tillhörande 2:a flygflottiljen i Florennes samt  23:e, 27:e och 31:a tillhörande 10:e flygflottiljen i Chièvres). De ersattes ganska snart av Gloster Meteors och de sista togs ur tjänst 1954.

### Burma
Burmas flygvapen bildades i januari 1947, huvudsakligen utrustad med begagnad brittisk krigsmateriel som togs över efter krigsslutet, bland annat tre stycken Spitfires. År 1953 kompletterades dessa av trettio begagnade Spitfires från Israel och 20 begagnade Seafires från Storbritannien. De flygplanen närmade sig redan slutet av sin livslängd och de ersattes 1957 av Sea Furies.
Enligt den brittiske hobbyarkeologen och flygentusiasten David Cundall fanns det många fler Spitfires i Burma vid krigsslutet. Dessa skulle ha konserverats och begravts i de trälådor de levererades i för att inte falla i händerna på kommunistiska rebeller eller de japanska styrkor som fortfarande fanns kvar. Som mest 140 stycken Spitfire Mk.XIV skulle ha blivit nedgrävda på tre olika ställen. År 2012 publicerade Cundall sin teori för att hitta sponsorer som kunde finansiera en utgrävning. Största sponsor blev datorspelsföretaget Wargaming som bidrog med 1 miljon pund. Utgrävningarna vid Rangoons internationella flygplats inleddes hösten 2012 och i januari 2013 hittade man faktiskt stora trälådor. De innehöll dock ingen Spitfire utan lera och delar av stängsel. Följande månad drog sig Wargaming ur projektet, men Cundall fortsatte sitt sökande med stöd av det burmesiska företaget Htoo och lyckades med hjälp av markpenetrerande radar hitta flera objekt begravda på 11 meters djup bredvid landningsbanan i Rangoon. Vidare undersökning med magnetometer visade att de begravda föremålen var elektriskt ledande. En ny utgrävning påbörjades på våren 2014, men kraftiga monsunregn försenade arbetet. I oktober 2014 gick utgrävningstillståndet ut och arbetet avbröts utan att några föremål hade hittats.

### Danmark
Under 1941 och 1942 drev en grupp danska affärsmän i England en insamling för att bidra till krigsansträngningarna. Det beslutades att pengarna skulle användas för att köpa jaktflygplan. En check på 40 138 pund lämnades över till Winston Churchill av en delegation bestående av danska affärsmän och danska piloter som tjänstgjorde i RAF. Pengarna räckte till tre stycken Spitfires som döptes till Skagen Ind, Niels Ebbesen, och Valdemar Atterdag. Flygplanen levererades till No.234 Squadron den 5 april 1942. Skagen Ind och Valdemar Atterdag blev båda nedskjutna redan 24 april varvid piloterna Axel Svendsen och Vivian Watkins dödades. Niels Ebbesen råkade ut för ett haveri dagen därpå, men reparerades av Westland Aircraft och tjänstgjorde i över ett år innan den återlämnades till Supermarine för att byggas om till en Seafire och fick det nya registreringsnumret NX920. Vad som därefter hänt med flygplanet är okänt.
När den tyska ockupationen av Danmark var över hade Danmark inga flygplan, dock fanns det många oskadade tyska flygplan i Danmark som Hærens Flyvertropper gärna hade tagit över. Det allierade överkommandot beordrade dock att all tysk krigsmateriel skulle förstöras i enlighet med Jaltaöverenskommelsen och så gjordes också. I stället fick Danmark överta 42 stycken Spitfire HF Mk.IX, fyra av dem icke-flygdugliga och avsedda för mekanikerutbildning och som reservdelar. Åtta av dem gick förlorade genom haverier. Danmarks Spitfires skrotades i början på 1950-talet.

### Egypten

En egyptisk Spitfire nedskjuten under et anfall mot Tel Aviv.

Efter andra världskrigets slut var begagnade stridsflygplan relativt billiga och Egyptens flygvapen köpte därför in flera omgångar brittiska Spitfires för att ersätta sina föråldrade Gloster Gladiators. När 1948 års arabisk-israeliska krig bröt ut hade man mer än 40 stycken som användes för att understödja egyptiska arméns framryckning mot Tel Aviv. Till en början bestod motståndet av israeliska Avia S-199 (en tjeckoslovakisk kopia av Messerschmitt Bf 109), men under den första vapenvilan i juli 1948 började även Israel få leveranser av begagnade Spitfires från Tjeckoslovakien vilket ledde till förväxlingar och förvirrade luftstrider Spitfire mot Spitfire. Förvirringen blev inte mindre av att även RAF använde Spitfires baserade i Ramat David för att skydda tillbakadragandet av brittiska trupper från brittiska Palestinamandatet. I tron att de brittiska styrkorna hade dragit sig tillbaka och överlåtit Ramat David till Israel anföll ett antal egyptiska Spitfires basen på morgonen 22 maj 1948. Två Spitfires och två DC-3:or förstördes på marken och fyra man dödades. Basen hade dock inte lämnats av RAF och No.32 Squadron slog tillbaka och sköt ner fyra egyptiska Spitfires medan ytterligare en sköts ner av luftvärnseld.

### Frankrike
I Likhet med Belgien visade Frankrike stort intresse av att införskaffa Spitfire redan innan andra världskriget. En Spitfire levererades till Frankrikes flygvapen för utprovning i juli 1939, men krigsutbrottet satte stopp för vidare leveranser. Under kriget sattes sju stycken Spitfire-divisioner upp av fria franska flygvapnet och många franska piloter utmärkte sig väl, Pierre Clostermann är antagligen den mest kända.
Alla franska Spitfire-divisioner bildades dock inte i exil i England. GC I/3 deltog i slaget om Frankrike, men flydde till Algeriet efter Frankrikes fall. Där hamnade divisionen motvilligt under Vichyregimens befäl. När de allierade erövrade Algeriet under operation Torch valde divisionen att gå över till de allierades sida. Den blev i december 1943 underställd RAF där den fick beteckningen No.327 Squadron och utrustades med Spitfires i stället för Dewoitine D.520. I oktober 1943 baserades No.326, No,327 och No.328 Squadron på Korsika efter att ön befriats av franska motståndsrörelsen. I augusti 1944 deltog de divisionerna i luftskyddet för operation Dragoon.
Med början i november 1945 fick det återuppstådda franska flygvapnet sina första egna Spitfires. Många av dem levererades till flygflottiljen i Saigon och kom att användas i Indokinakriget mot Vietminh. Totalt nio divisioner (GC II/2 Cigognes, GC III/2 Alsace, GC I/3 Navarre, GC II/3 Champagne, GC I/4 Dauphine och GC II/4 La Fayette, GC I/6 Corse, GC I/7 Provence och  GC II/7 Nice) använde Spitfire Mk.VIII och Mk.IX i Vietnam. De användes under en ganska kort tidsperiod innan de ersattes med amerikanska Bearcats. De sista togs ur tjänst 1951.

### Grekland

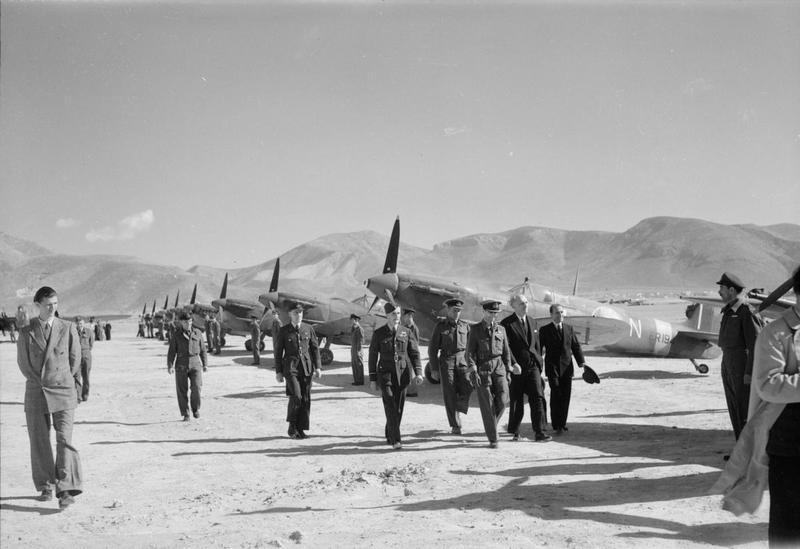
Premiärminister Georgios Papandreou inspekterar 336:e jaktdivisionen strax efter hemkomsten till Grekland i november 1944.

Efter att Nazityskland invaderat Grekland i april 1940 flydde de återstående delarna av Greklands flygvapen till de av Storbritannien kontrollerade länderna Egypten och Palestina. De grekiska piloterna värvades av RAF och organiserades i tre divisioner; 13:e bombdivisionen (13 Μοίρα Ελαφρού Βομβαρδισμού), 335:e jaktdivisionen (335 Βασιλική Ελληνική Μοίρα Διώξεως) och 336:e jaktdivisionen (336 Βασιλική Ελληνική Μοίρα Διώξεως). De båda sistnämnda till en början utrustade med Hawker Hurricanes men uppgraderade till Spitfire Mk.V i december respektive oktober 1943. Båda divisionerna deltog i det italienska fälttåget och genomförde flera anfall över de av Tyskland ockuperade Albanien och Jugoslavien. I november 1944 kunde divisionerna flytta ”hem” till den nyligen befriade flygbasen Hellenikon nära Aten och 31 juli 1945 överfördes de officiellt från RAF till Greklands flygvapen. Nästan genast drogs flygvapnet in i Grekiska inbördeskriget och Greklands regering köpte därför in modernare Spitfire Mk.IX och Mk.XIV för att ersätta sina slitna Mk.V. De spelade en viktig roll i att understöda grekiska armén mot jugoslaviska, bulgariska och albanska partisaner.

### Indien
Indiens flygvapen var det sista av samväldets flygvapen att ta Spitfire i tjänst och de fick därför inte många chanser att användas i strid under andra världskriget. No.8 Squadron var först att få Spitfires i oktober 1944 följt av flera divisioner i juli 1945. Dessa var till en början bara lånade av RAF och överfördes till IAF först under de sista dagarna 1947. Då hade redan Första Kashmirkriget börjat och Indiens Spitfires kom till god användning under de desperata striderna om Budgam och Shelatang. När Kashmirkriget var över började Indien byta ut sina Spitfires mot Hawker Tempest och de Havilland Vampire.

### Israel

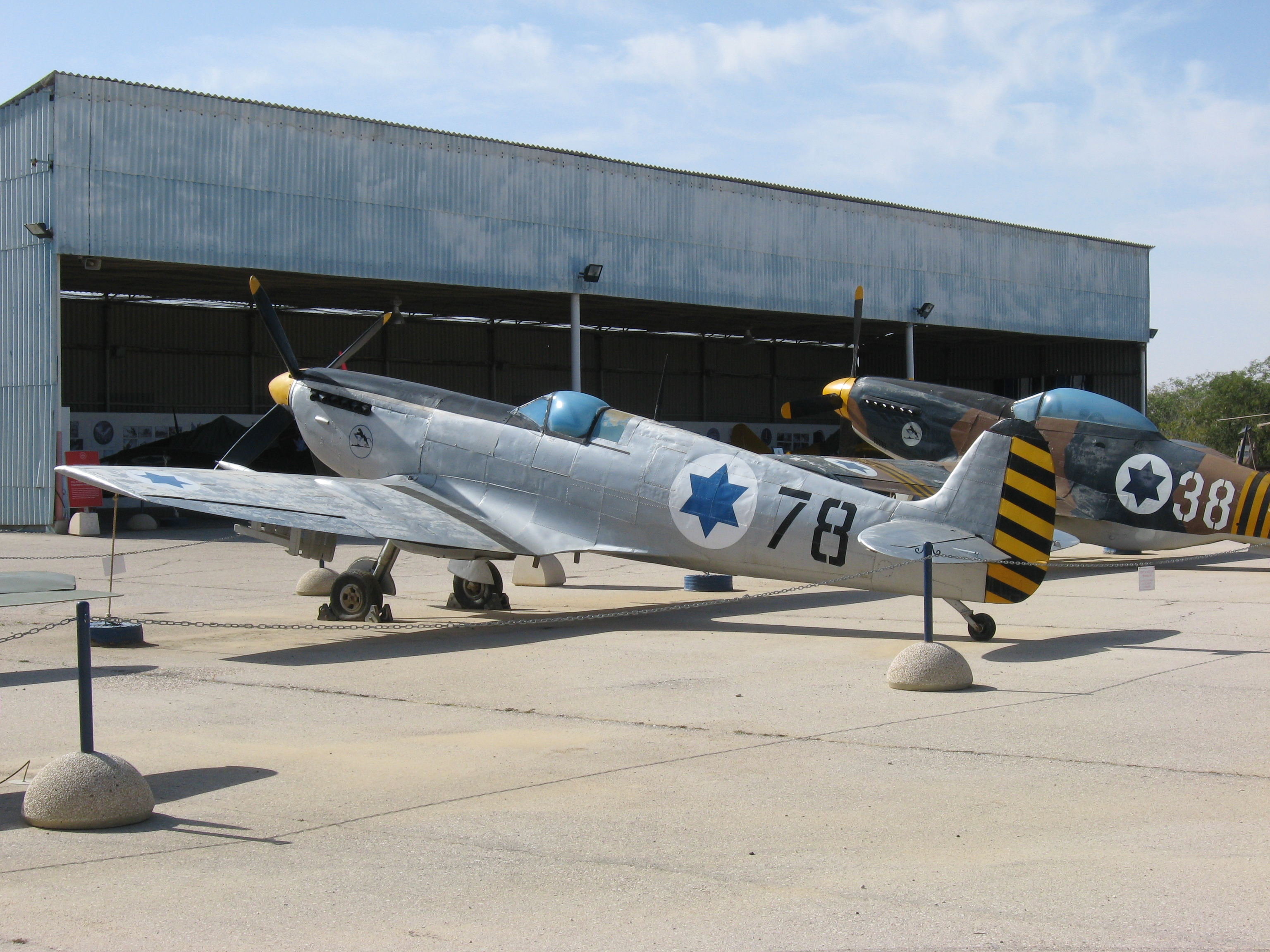
En israelisk Spitfire utställd på israels flygvapenmuséum i Hatzerim utanför Be'er Sheva.

På morgonen 22 maj 1948 anföll egyptiska Spitfires flygbasen Ramat David i tron att det var en israelisk flygbas. I själva verket var det fortfarande en brittisk bas och två stycken brittiska Spitfires förstördes på marken samtidigt som fem egyptiska Spitfires sköts ner. Från dessa sju flygplansvrak tillsammans med ytterligare en egyptisk Spitfire som sköts ner vid Sde Dov lyckades Israels flygvapen bygga ihop en fungerande Spitfire som därmed blev Israels första. Bedriften tog drygt två månader och flygplanet togs i tjänst 28 juli 1948. Det blev dock inte den sista. I augusti 1948 lyckades Israel köpa 50 stycken begagnade Spitfires från Tjeckoslovakien. Det stora problemet var att få flygplanen levererade till Israel. De flesta flygplanen flögs till Israel via en övergiven flygbas i Nikšić, Jugoslavien med jugoslaviska regeringens tysta medgivande (operation Velvetta), medan andra monterades isär och flögs till Israel med transportflygplan. I december lyckades israeliska styrkor dessutom erövra en oskadad egyptisk Spitfire i El Arish. Tillskottet av Spitfires gjorde att Israels flygvapen kunde upprätthålla luftherravälde över Israel. Många israeliska piloter var veteraner från andra världskriget och var i luften överlägsna de relativt otränade egyptiska piloterna. 101:a divisionens Spitfires spelade viktiga roller i operation Yoav (erövringen av Be'er Sheva), operation Hiram (erövringen av Galileen) och operation Horev (försöket att erövra Al-Arish och därmed skära av Gazaremsan). Sista dagen på kriget, den 7 januari 1949, drabbade 101:a divisionens Spitfires samman med brittiska Spitfires och Tempests över Sinaihalvön varvid tre brittiska Spitfires och en Tempest sköts ner.

### Italien
Efter att Italien avsatt Mussolini och bytt sida i kriget hösten 1943 bildades Aviazione Cobelligerante Italiana (ACI), även kallat ”Södra flygvapnet” för att särskilja det från de kvarvarande resterna av Regia Aeronautica (”Norra flygvapnet”) som fortfarande stod på axelmakternas sida. På grund av svåra förluster under kriget hade Italien inte många flygplan kvar och ACI var i stort behov av jaktflygplan. För att tillgodose det behovet tilldelades ACI begagnade flygplan från RAF och USAAF, bland annat 53 stycken Spitfires. För att undvika lojalitetsproblem sattes ACI aldrig in i operationer i Italien utan användes enbart över Albanien och Jugoslavien. Efter att Kungariket Italien upplösts och ersatts av Republiken Italien tillfördes Aeronautica Militare ytterligare 84 Spitfires. Dessa var i tjänst fram till 1952.

### Jugoslavien

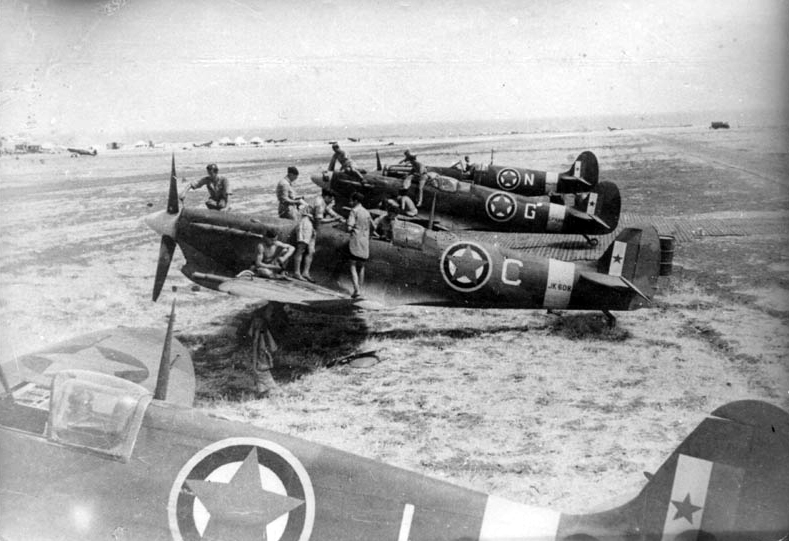
No.352 Squadron uppställd på flygfältet i Cannae i Italien, augusti 1944. Den jugoslaviska divisionen var förutom de franska den enda exildivision som bar sitt hemlands nationalitetsbeteckningar.

Redan i januari 1937 började Jugoslaviens flygvapen att intressera sig för Spitfire. I juni 1938 bjöds jugoslaviska testpiloter in till England för att provflyga Spitfire. Bara en pilot (Radoslav Đorđević) hann flyga Spitfire innan andra världskrigets utbrott satte stopp före vidare planer på export. Efter att kungariket Jugoslavien kollapsade i april 1941 lämnade många piloter landet och tog sig till Egypten eller Palestina. Många av piloterna var lojala mot det kommunistiska NOVJ vilket gjorde att de till en början inte fick bilda en egen division i likhet med andra expatrierade piloter från Östeuropa. Många flög Hurricanes i No.94 Squadron, men när divisionen 1944 började sättas in i Grekland bedömde RAF att risken för konflikter var överhängande då Storbritannien stödde Georgios Papandreous regering mot Greklands kommunistparti. De jugoslaviska piloterna flyttades i stället över till den nybildade heljugoslaviska No.352 Squadron i Benina, Libyen i april 1944. En bidragande orsak var att Storbritannien vid Teherankonferensen gått med på att erkänna NOVJ som en allierad krigförande part. Divisionen var till en början utrustade med Hawker Hurricane men uppgraderade i juni till Spitfire för att i augusti flyttas fram till Cannae i Italien. Från augusti 1944 började divisionen använda flygbasen på ön Vis för att i januari 1945 baseras där permanent. Den 16 maj 1945 upplöstes divisionen officiellt bara för att tillsammans med No.351 Squadron två dagar senare återuppstå som jugoslaviska flygvapnets 1:a jaktflygregemente.

### Kanada
Sex divisioner i Kanadas flygvapen använde Spitfires under andra världskriget. No.401 och No.402 Squadron bildades redan före kriget i Trenton, Ontario respektive Winnipeg, Manitoba. När No.401 Squadron förflyttades till Middle Wallop, Hampshire i juni 1940 var den utrustad med Hurricanes med vilka de var med och utkämpade slaget om Storbritannien. I oktober omlokaliserades divisionen till Skottland för återhämtning. I februari 1941 flyttades divisionen till Digby, Lincolnshire och i september utrustades de med Spitfires. No.402 Squadron flyttade från Kanada till Digby i mars 1941, även de utrustade med Hurricanes och den blev också den första divisionen som använde Hurricanes som jaktbombare. I mars 1942 flyttade divisionen till Colerne och fick samtidigt sina Spitfires.
No.411 och No.414 Squadron sattes upp i England 1941 följda av No.421 Squadron i England och No.443 Squadron i Kanada 1942. No.414 Squadron flög till en början Lysanders och Warhawks men bytte i juni 1943 upp sig till Spitfires. Övriga divisioner hade Spitfires redan från start. No.443 Squadron var den sista divisionen som anlände till Digby från Kanada i februari 1944. Alla kanadensiska divisionerna deltog i operation Jubilee och operation Overlord och fortsatte därefter att understödja marktrupperna på västfronten. Den 17 juli anföll två Spitfires från No.412 Squadron en stor öppen Horch på vägen mot La Roche-Guyon. I bilen satt fältmarskalk Erwin Rommel som visserligen inte träffades men som fick svåra huvudskador när bilen kraschade i ett dike. Rommel som hade huvudansvaret av försvaret av Frankrike efterträddes av Sepp Dietrich. Rommel var fortfarande medvetslös när 20 juli-attentatet utfördes med drabbades ändå av Hitlers vedergällning. No.402 Squadron blev den enda kanadensiska divisionen att få Spitfires med Griffon-motor innan krigsslutet och fick därför även uppdraget att jaga V-1-bomber.

### Nederländerna
Ytterligare en av RAF:s exildivisioner var den nederländska No.322 Squadron. Den bildades i juni 1943, till stora delar av de nederländska piloter som redan tjänstgjort vid No.167 Squadron, och utrustades med Spitfire Mk.V. Divisionen uppgraderade till Spitfire Mk.XIV i mars 1944 och deltog i operation Overlord fortsatte att understödja marktrupperna under Frankrikes befrielse samt jaga V-1:or. Piloten Rudy Burgwal var en av de mest framgångsrika V-1-jägarna med sex nedskjutna robotar på 90 minuter. Totalt förstördes 108 V-1:or av No.322 Squadron. Divisionen upplöstes i oktober 1945 och överlämnades till Nederländernas flygvapen där den till en början fick namnet 322e Jachtvliegtuig Afdeling innan den återtog det mer engelskklingande namnet 322 Squadron. År 1947 flyttades divisionen till Java och deltog bland annat i operation Kråka i december 1948. Den återvände till Nederländerna 1949 och bytte ut sina Spitfires mot Gloster Meteor 1953.

### Norge

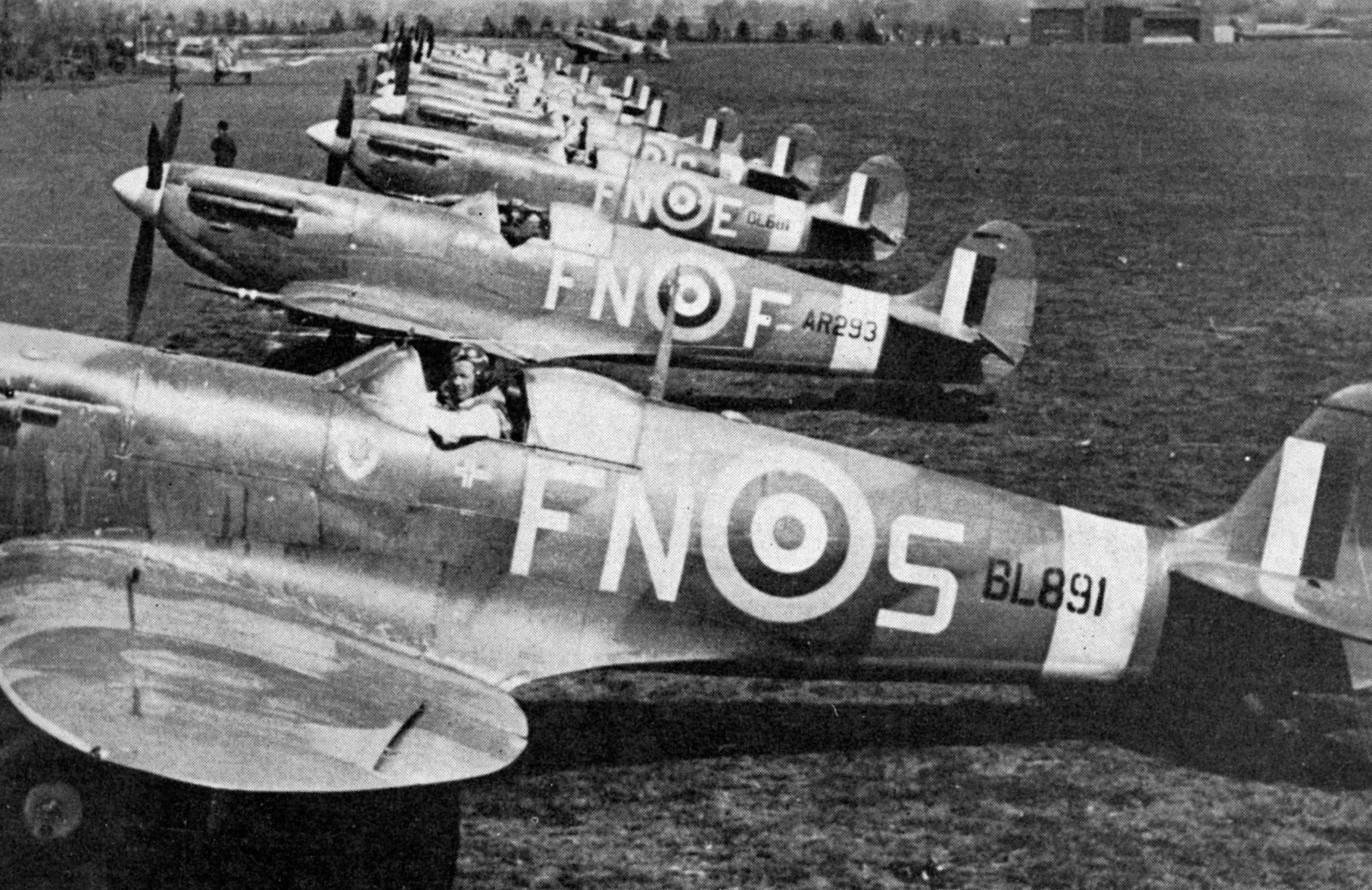
No.331 Squadron uppställd på flygfältet i Catterick. Notera den norska flaggan på sittbrunnen och divisionsbokstäverna ”FN” (For Norge).

I likhet med många andra av Nazityskland ockuperade länder flydde många piloter från Norge till Storbritannien. De norska piloterna organiserades av RAF i fyra divisioner varav två (No.331 och No.332 Squadron) flög Spitfires. No.331 Squadron sattes upp i Catterick, North Yorkshire i juli 1941 följt av No.332 Squadron i januari 1942. No.331 Squadron utrustades till en början med Hurricanes men fick Spitfires i december 1941. I mars 1942 flyttades de båda divisionerna till flygbasen i North Weald Bassett där de tillsammans bildade No.132 Wing (132:a flygflottiljen). Flottiljen deltog i operation Jubilee, operation Overlord och i augusti 1944 baserades den i Caen varifrån den gav understöd under operation Market Garden och operation Plunder. I slutet av april 1945 drogs flottiljen tillbaka till Aberdeen där den uppgraderade till Spitfire Mk.IX och Mk.XVI. I september 1945 lämnades divisionerna officiellt över till Norges flygvapen.
I september 1946 köpte Norge in ytterligare Spitfires, bland annat spaningsversionen PR Mk.XI. De tjänstgjorde till en början som en del av 331 skvadron tills 1. Fotorekognoseringsving (1:a Fotospaningsdivisionen) bildades i augusti 1949. Norges sista Spitfires togs ur tjänst i mars 1954.

### Nya Zeeland
En nyzeeländsk spittfire-division sattes upp i Driffield den 1 mars 1941. Det var inte den enda nyzeeländska divisionen i RAF, men det var den enda som utrustades med Spitfires. Så snart divisionen var färdigutbildad flyttades den till Redhill och började delta i offensiva operationer över det tyskockuperade Frankrike. I augusti började divisionen att ersätta sina slitna Spitfire Mk.I och Mk.II med Mk.V, många av dem betalade av Nya Zeeland och bar nyzeeländska namn. I oktober 1942 drogs divisionen tillbaka till Nordirland för återhämtning. I juli 1943 flyttades divisionen till Biggin Hill och fick Spitfire Mk.IX som togs över från No.611 Squadron. Under sommaren och hösten var divisionen inblandad i hårda strider med Luftwaffe, den hårdaste den 22 augusti när fyra flygplan förlorades under samma uppdrag. I november 1942 drogs divisionen åter tillbaka, den här gången till Drem i Skottland, och återgick till äldre Spitfire Mk.V. I mars 1944 flyttades divisionen till Hornchurch som en del av uppladdningen inför operation Overlord och fick återigen Spitfire Mk.IX. Under operation Cobra frambaserades divisionen till Frankrike och senare till Belgien och Nederländerna innan den i februari drogs tillbaka till England för att utrustas med Hawker Tempests. Divisionen upplöstes 26 augusti 1945.

### Polen

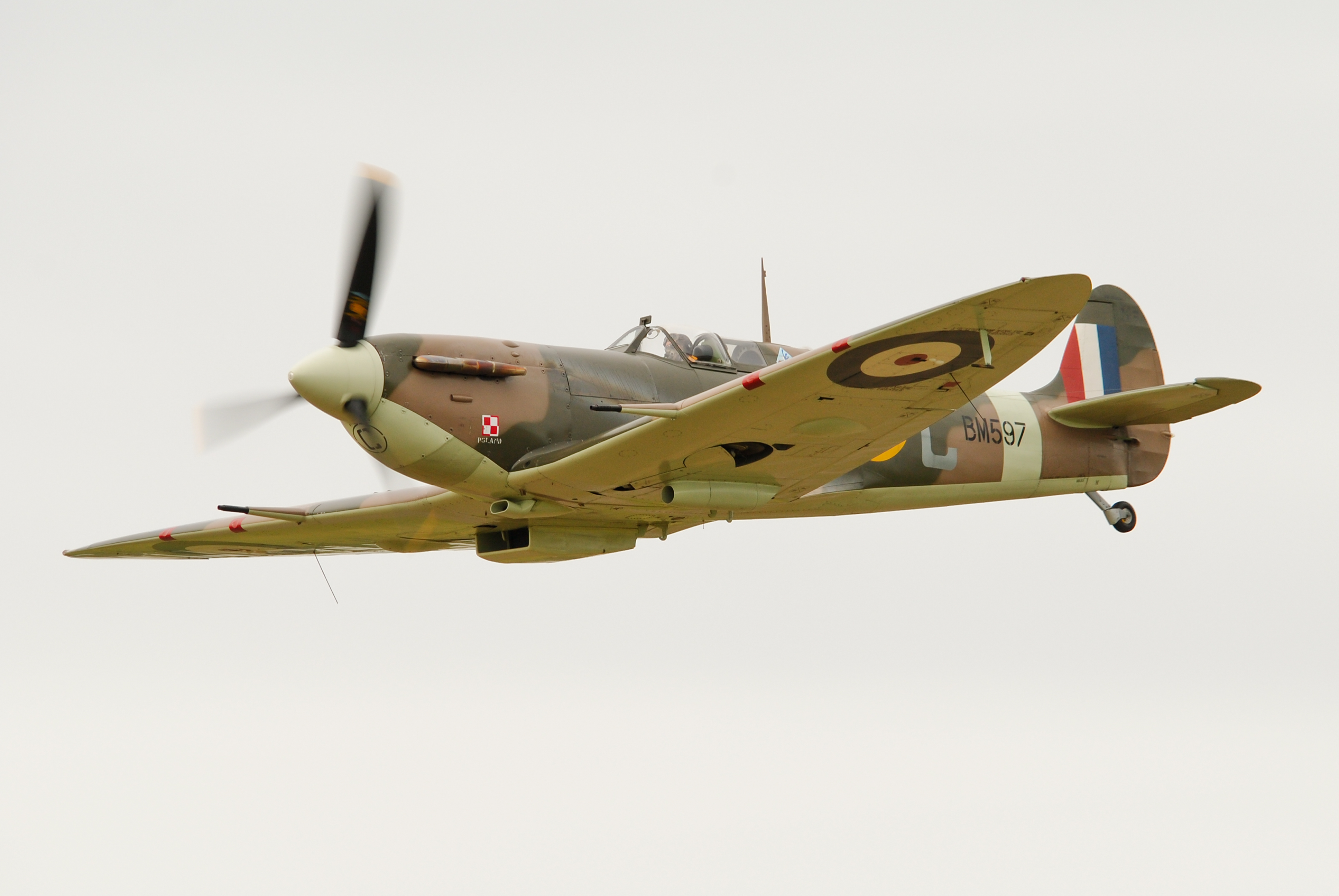
En Spitfire Mk.V från No.317 Squadron. Notera den polska nationalitetsbeteckningen på motorkåpan.

När Tyskland invaderade Polen gjorde Polens flygvapen tappert motstånd. Till skillnad från vad tysk propaganda påstod blev polska flygvapnet inte utslaget på marken utan fortsatte att kämpa från små och väl kamouflerade flygfält. Efter att Sovjetunionen gått med i kriget framstod det klart att Polen skulle falla och stora delar av flygvapnet och statsledningen evakuerades till de södra grannländerna Ungern och Rumänien och därifrån vidare till Frankrike. I april 1940 bildades en polsk exilregering i Frankrike och den började organisera de återstående delarna av de polska väpnade styrkorna av vilka flera tusen man nu fanns i Frankrike och Storbritannien. Till en början blev de polska styrkorna styvmoderligt behandlade av Frankrike och Storbritannien, men efter att Frankrike besegrats på nästan lika kort tid som Polen ändrades attityden och Storbritannien skrev den 5 augusti 1940 ett avtal med den polska exilregeringen som tillät att polska styrkor organiserades på brittisk mark och att de fick behålla sin lojalitet mot republiken Polen under förutsättning att de stod under det allierade överkommandots befäl.
Av de polska divisioner som sattes upp i England var åtta stycken jaktdivisioner. No.303 Squadron utmärkte sig som den mest segerrika divisionen under slaget om Storbritannien med 126 segrar. Alla åtta divisioner utrustades till en början med Hawker Hurricane men bytte upp sin till Spitfire under perioden januari–oktober 1941 (utom No.318 Squadron som förflyttades till Mellanöstern och fick Spitfires först i mars 1944). På grund av att Polen efter fredsslutet hamnade i Sovjetunionens intressesfär överlät RAF aldrig några Spitfires till Polens flygvapen.

### Sovjetunionen
Nästan genast efter operation Barbarossa begärde Sovjetunionen materiell hjälp från Storbritannien och USA, och fick det. Bland det första som levererades var 40 stycken Hawker Hurricanes. Hurricane var dock bara marginellt bättre än de sovjetiska jaktflygplanen LaGG-3 och Jak-1 som började tillverkas ungefär samtidigt. Stalin krävde därför snart jaktflygplan med bättre prestanda för att kunna utmana det tyska luftherraväldet. Storbritannien var till en början avvisande, men i september 1942 flög en grupp Spitfire PR Mk.IV från Skottland till Severomorsk för att ge flygskydd åt de arktiska konvojerna. Deras uppgift var att spana mot Kriegsmarines baser i Nordnorge och trots att de bar sovjetiska nationalitetsbeteckningar flögs de under flera månader av brittiska piloter innan de lämnades över till 118:e särskilda flygspaningsregementet (118 ORAP).
En andra sändning med 143 stycken Spitfire Mk.Vb anlände till Baku via Abadan i Iran och Basra i Irak i slutet av 1942. Flygplanen tilldelades 57:e gardesjaktflygregementet (57 GIAP) och 821:a jaktflygregementet (821 IAP) som använde dem under de hårda striderna om Kuban under april och maj 1943. Trots att 57 GIAP gjorde mycket väl ifrån sig med 30 nedskjutna och 10 skadade tyska flygplan mot 4 egna förluster drabbades de av svåra problem. Flygplanen var med sina smala landningsställ och tunga motor svåra att landa på de ojämna fält som Sovjetunionens flygvapen använde, men framför allt drabbades de ofta av vådabekämpning av sovjetiskt luftvärn och av andra divisioner som inte kände igen Spitfiren. Flygplanen överfördes därför till PVO där de inte riskerade att möta andra sovjetiska flygplan och där deras prestanda på hög höjd kom bättre till pass.
Den sista och största leveransen påbörjades i april 1944 och bestod av 1 185 stycken Spitfire LF Mk.IX. De flesta av dessa tilldelades också PVO, men även 26:e och 27:e gardesjaktflygregementena i Leningrad. Ett antal av dessa sköts ner av Brewster Buffalos från Finlands flygvapen. Hur många är osäkert eftersom de finska piloterna hade svårt att se skillnad på Spitfire, Jak-9 och LaGG-3.

### Storbritannien

#### 1940: Frankrikes fall och slaget om Storbritannien

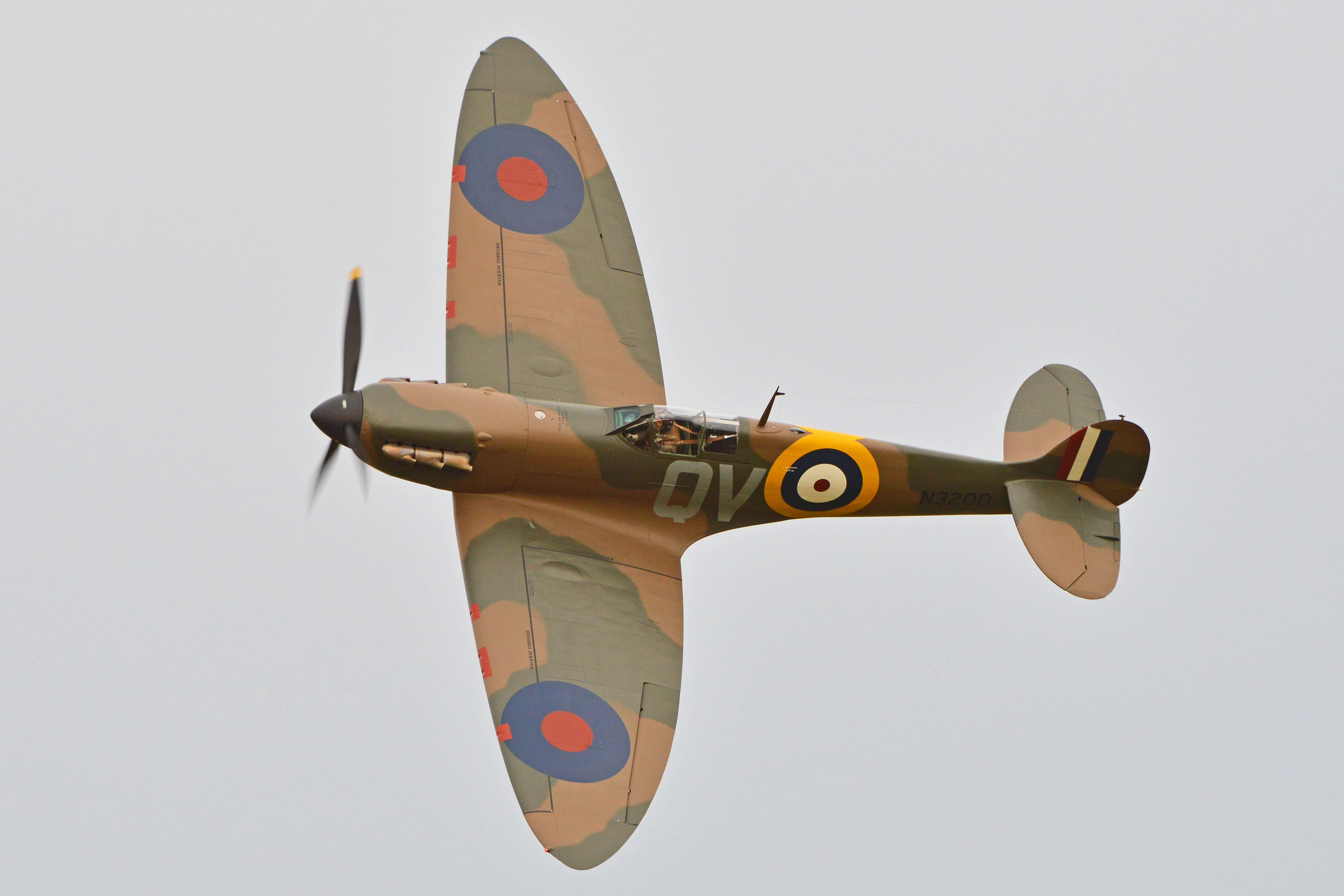
En Spitfire Mk.Ia tillhörande Imperial War Museum återställd i exakt det skick den hade när den blev nedskjuten över Dunkerque 1940.

De första Spitfire-flygplanen togs i tjänst i augusti 1938 och när andra världskriget bröt ut var tio divisioner utrustade med Spitfires. Under Låtsaskriget skedde inga allvarligare sammandrabbningar, men den 16 oktober 1939 försökte Kampfgeschwader 30 bomba kryssarna HMS Southampton och HMS Edinburgh i Rosyth. Anfallet möttes av Spitfires från No.602 och No.603 Squadron som sköt ner två Ju 88 och skadade ytterligare en. De var de första luftstridssegrarna för Spitfires. Det var först under slaget om Nederländerna och slaget vid Dunkerque som Spitfires drabbade samman med Luftwaffes jaktflygplan i regelrätt kurvstrid. När slaget om Storbritannien inleddes i juli 1940 var nitton jaktdivisioner utrustade med Spitfires, men det var fortfarande långt färre än de 33 divisioner som hade Hawker Hurricane. Eftersom Spitfire var snabbare och mer lättmanövrerad fick de ta upp kampen med de tyska jaktflygplanen medan Hurricanes fokuserade på de tyska bombflygplanen. Huvudmotståndare var det tyska jaktflygplanet Messerschmitt Bf 109E som var både var snabbare i planflykt och kunde stiga snabbare. Spitfire hade å andra sidan mindre svängradie vilket ofta fällde avgörandet i de kurvstrider som uppstod. När slaget var över hade 1 744 brittiska flygplan förlorats mot 1 977 tyska. En knapp seger, men hotet om en invasion (operation Seelöwe) var avvärjt och tack vare att Storbritannien kunde producera dubbelt så många nya flygplan per månad gjorde att RAF nu hade bättre odds mot Luftwaffe än tidigare. Det är en vanlig missuppfattning att slaget om Storbritannien vanns tack vare Spitfire. Hawker Hurricane fanns tillgänglig i större antal än Spitfires och Hurricanes stod för 60 % av alla nedskjutna flygplan.

#### 1941: Cirkus och rabarber
Redan 1941 tog RAF initiativet och började utföra offensiva operationer över Frankrike för att utmana Luftwaffe. Framför allt två typer av operationer utfördes av Spitfires; Rhubarb som var jaktsvep där jaktplanen på egen hand anföll mål på marken eller i luften samt Circus där medeltunga bombflygplan anföll punktmål eskorterade av jaktflygplan. Båda typerna av uppdrag gick ut på att provocera Luftwaffe att möta attackerna med jaktflyg för att kunna bekämpa dessa i luften. RAF drabbades nu av samma svårigheter som Luftwaffe hade året innan; att utkämpa jaktstrid över fientligt territorium långt från sina egna baser i England. Under första halvåret 1941 genomfördes 149 Rhubarb-uppdrag. Vid 18 av dessa träffade man på tyska flygplan och 7 av dessa förstördes, dessutom genomfördes 116 anfall mot markmål. Under samma period genomfördes 11 Circus-uppdrag under vilka 16 tyska flygplan sköts ner. Under sommaren 1941 intensifierade RAF Circus-operationerna över området Béthune–Lens–Lille och började samtidigt använda det tunga bombflygplanet Short Stirling i stället för Handley Page Hampden eller Bristol Blenheim. Spitfire-piloterna anpassade sig allt mer till Circus-taktiken och resultaten förbättrades. I augusti beslutade dock bombkommandot att helt övergå till nattliga bombningar för att minska förlusterna, dessutom hade man inte uppnått målet att tvinga Tyskland att omgruppera jaktförband från östfronten. Det innebar dock inte slutet för de dagtida Circus-operationerna. I stället för bombflygplan började jaktkommandot att använda sina egna Hurricanes som jaktbombare beväpnade med bomber för bombningarna, vilket gjorde att Spitfires i än högre grad kom att stå för jaktinsatsen. I november 1941 meddelande Luftministeriet till Krigsministeriet att de hade för avsikt att upphöra med offensiva operationer över Frankrike för att bygga styrkan inför en förnyad offensiv våren 1942. En bidragande orsak var att man i september börjat möta ett nytt tysk jaktflygplan som delvis utklassade Spitfire; Focke-Wulf Fw 190.

#### 1942: Slaget om Malta och operation Jubilee

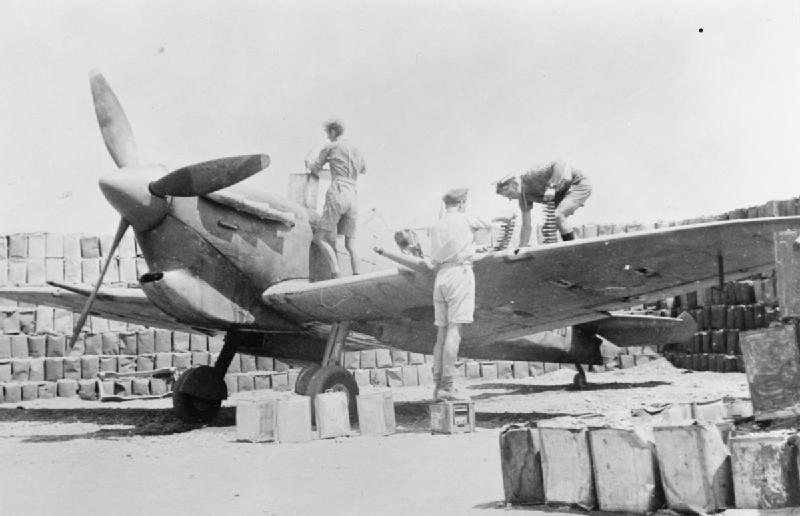
Personal från flygvapnet, armén och flottan hjälps åt att ladda om en Spitfire Mk.Vc på Ta Qali, Malta. Det stora luftfiltret under nosen användes bara på flygplan baserade i tropiskt klimat.

I mars 1942 var det första gången Spitfires baserades utanför Storbritannien på ön Malta i Medelhavet. Malta var en viktig stödjepunkt för de brittiska konvojerna mellan Gibraltar och Suez samtidigt som det var en bas för att hindra axelmakternas konvojer mellan Italien och Libyen. De första veckorna av belägringen av Malta i juni 1940 försvarades ön av fyra stycken Gloster Gladiators (Faith, Hope, Charity och Desperation) som överlämnats till No.261 Squadron av FAA. I juli förstärktes divisionen av Hawker Hurricanes och under 1941 skeppades över 300 Hurricanes till Malta. Hurricane var dock i underläge mot de senaste tyska och italienska jaktflygplanen Messerschmitt Bf 109E och Macchi C.202 varför divisionschefen Stan Turner i februari 1942 desperat vädjade om att divisionen skulle utrustades med Spitfires.
| ”                                                                                                   | Either, sir, we get the Spitfires here within days, not weeks, or we’re done. That’s it. | „ |
| – Divisionschef Stan Turner till Air Chief Marshal Hugh Pughe Lloyd angående situationen på Malta., |                                                                                          |   |

Det enda sättet att leverera Spitfires till Malta var att skeppa dem till Medelhavet ombord på hangarfartyg, starta dem därifrån och låta dem flyga sista biten. Även om Spitfires inte var byggda för att operera från hangarfartyg underlättades det hela av att de bara behövde starta från, inte landa på, hangarfartygen. Den enda modifieringen som behövdes var att låsa vingklaffarna i utfällt men inte nerfällt läge med hjälp av träkilar. När flygplanet startat och piloten fällde in klaffarna trillade kilarna bort. Den första leveransen av femton Spitfires startade från HMS Eagle 7 mars följt av en andra omgång 21 mars och en tredje 29 mars. Luftwaffe och Reggia Aeronautica hade över 800 flygplan baserade på Sicilien inklusive 140 stycken Bf 109 och 80 Macchi C.202. RAF använde samma taktik som under slaget om Storbritannien; Hurricanes anföll bombflygplanen medan Spitfires uppehöll jaktflygplanen. I april skadades Eagle och ersattes av USS Wasp eftersom inget annat hangarfartyg hade hissar stora nog för Spitfires. Bombningarna av flygbaserna på Malta gjorde dock att många flygplan förstördes på marken och i slutet av april var bara sju Spitfires fortfarande i flygdugligt skick. I maj var Eagle reparerad och tillsammans med Wasp levererade de 64 stycken Spitfires den 9 maj. Ett av flygplanen hade dock problem med extratanken och valde att landa på Wasp igen i stället för att nödlanda i havet. Det var första gången som en Spitfire landat på ett hangarfartyg. De flygplan som landade på Malta tankades och laddades om på rekordtid för att möta det tysk-italienska bombanfallet som var avsett att återigen förstöra flygplanen på marken. Ytterligare 135 Spitfires levererades till Malta under sommaren 1943, men i mitten av juni drogs enheter ur II. Fliegerkorps bort för att understödja afrikakårens framryckning mot Egypten och operation Blå på östfronten. Det gjorde att RAF kunde upprätthålla luftherravälde över Malta och även understödja konvojer genom området runt Malta.
Den största samordnade flygoperationen som RAF dittills genomfört var flygskyddet över räden i Dieppe (operation Jubilee) 19 augusti 1942. Syftet med operationen var att ta och hålla ett brohuvud i Frankrike för att studera tyskarnas reaktion och som en repetition inför en större landstigning framöver. 74 divisioner var avdelade att delta i operationen varav 66 jaktdivisioner och av dem 48 stycken Spitfire-divisioner. Operationen innebar elddopet för många nya divisioner som satts upp under 1942 och det var också första gången Spitfire Mk.IX användes i strid. Trots att RAF lyckades hindra Luftwaffe från att anfalla brohuvudet från luften drabbades de landstigande trupperna av svåra förluster. RAF lyckades inte heller orsaka Luftwaffe något avgörande nederlag, tvärt om var det RAF som drabbades av störst förluster; 106 förlorade flygplan (varav 44 Spitfires) mot Luftwaffes 48.

#### 1943: Nordafrika och Italien

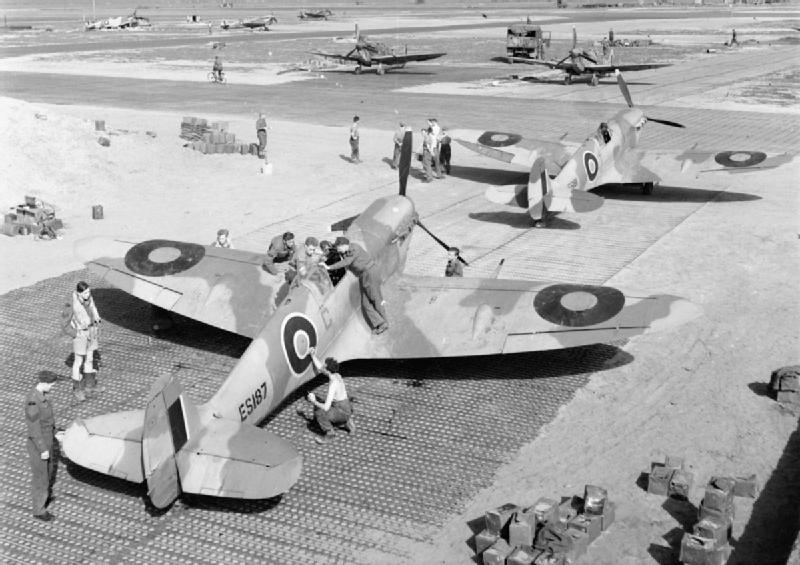
Spitfire Mk.Vb från No.154 Squadron i Algeriet, 1943.

Redan i april 1942 baserades No.92 och No.145 Squadron i Egypten utrustade med Spitfire. Deras väg dit gick via fartyg till Takoradi i Guldkusten (idag Ghana) där de monterades och testflögs för att sedan flygas via Nigeria, Franska Ekvatorialafrika och Sudan till Egypten. Den besvärliga leveransvägen och Maltas skriande behov av Spitfires gjorde att inga fler divisioner baserades i Egytpen under 1942. Däremot baserades elva divisioner i Marocko och Algeriet efter operation Torch i november, sju av dem (No,72, No.81, No.93, No.111, No.152, No.154, No.242 Squadron) jaktdivisioner utrustade med Spitfires. Under vintern gjorde vädret att flygoperationerna var minimala, men i april 1943 gjorde Spitfires tillsammans med amerikanska Lockheed P-38 Lightnings en viktig insats under operation Flax genom att skära av försörjningen till Afrikakåren. Ett stort antal tyska transportflygplan, främst Ju 52:or, sköts ner under operationen vilket ledde till att Luftwaffe till stora delar drog sig tillbaka från Nordafrika till Sicilien. Den 7 maj kunde brittiska trupper inta Tunis och under veckan efter kapitulerade de tyska och italienska trupperna i Nordafrika.
Efter segern i Tunisien flyttades divisionerna i juni till Malta där de utrustades med den modernare Spitfire Mk.IX. Det var en styrkeuppbyggnad inför operation Husky (invasionen av Sicilien). Som mest var 23 Spitfire-divisioner baserade på Maltas tre flygbaser (Hal Far, Luqa och Ta Qali. Dessutom fanns en sjöflygstation i Kalafrana). Mot dessa kunde Regia Aeronautica sätta 359 flygplan varav drygt hundra jaktflygplan, de flesta av dem Macchi C.202. Spitfires från Malta utgjorde luftskyddet över landstigningarna vid Syrakusa, Licata och Gela. Den 12 juli erövrade 45th Infantry Division den italienska flygbasen i Comiso vilket gjorde att Spitfires kunde baseras på Sicilien. 57 italienska flygplan förstördes innan Regia Aeronautica drog tillbaka kvarvarande flygstyrkor till italienska fastlandet 16 juli. De allierades övertag i luften möjliggjorde bombningen av Rom 19 juli vilket var en bidragande orsak till statskuppen mot Mussolini 25 juli. Statskuppen och det efterföljande vapenstilleståndet gjorde att de allierade kunde landstiga i Salerno (operation Avalanche), Taranto (operation Slapstick) och Reggio di Calabria (operation Baytown) utan att möta italienskt motstånd. Tyska trupper gjorde dock hårt motstånd, framför allt vid Salerno där 1. Fallschirm-Panzer Division, 15. Panzer-Division och 16. Panzer-Division genomförde flera motanfall. Dessutom låg Salerno på gränsen för Spitfirens räckvidd, men så snart de brittiska 46th Infantry Division och 56th Infantry Division intagit flygbasen i Tusciano kunde Spitfire-divisionerna börja baseras där. Läget för brohuvudet vid Salerno var länge kritiskt, men i slutet av september nådde brittiska 8:e armén fram från söder och kunde slå tillbaka Kesselrings pansardivisioner och erövra Neapel. Både på Sicilien och vid Salerno var vådabekämpning ett allvarligt problem och man började därför att måla tydliga svarta och vita ränder på vingarna (invasionsränder) för att underlätta identifiering.

#### 1944: Befrielsen av Frankrike

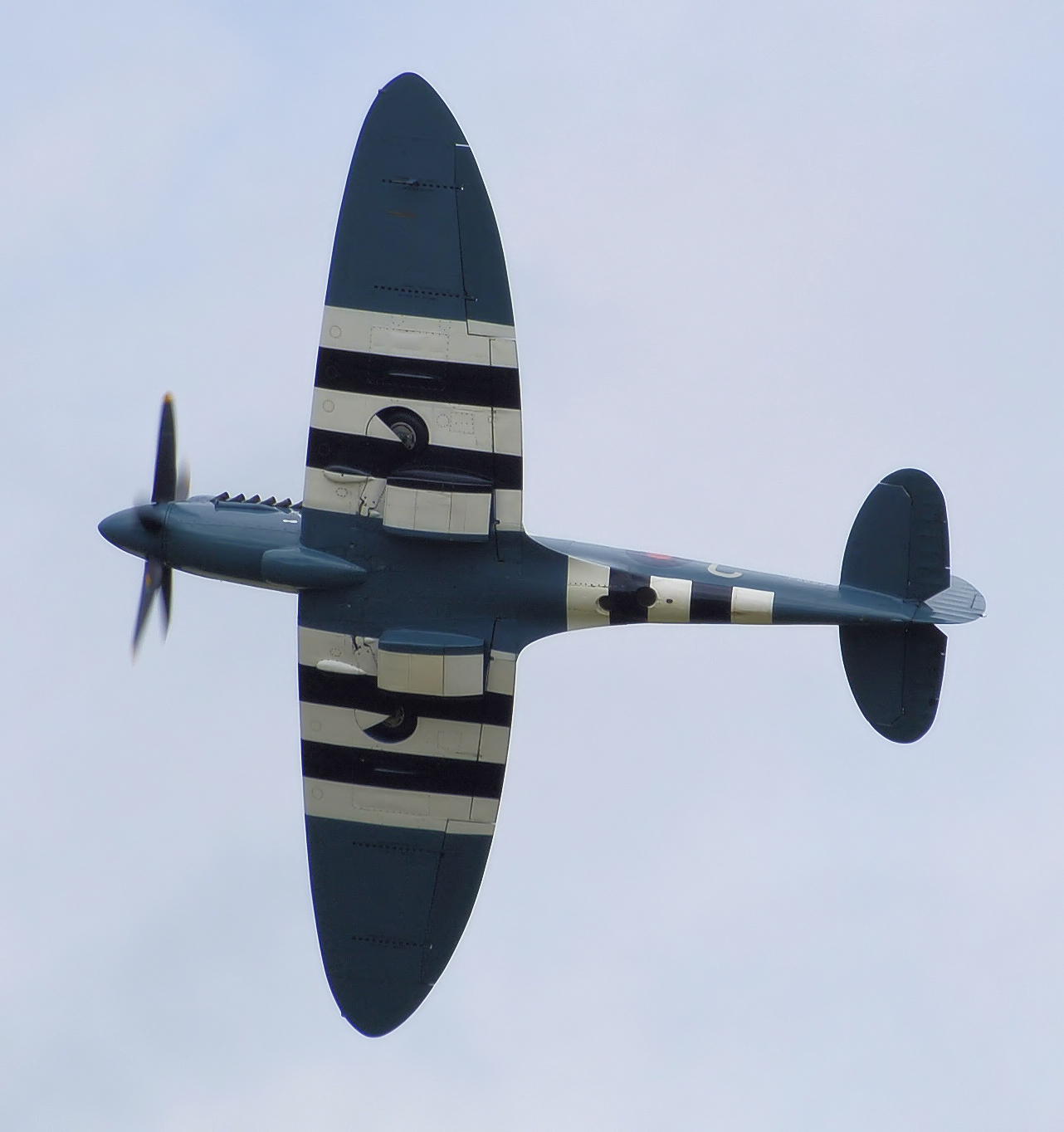
En Spitfire Mk.XIX med de tydliga svarta och vita invasionsränderna som användes för att underlätta identifiering.

I januari 1944 påbörjades två stora slag i Italien; operation Shingle (landstigningen vid Anzio) och slaget om Monte Cassino. Vid Anzio lyckades amfibiestyrkan 22 januari nå sitt mål oupptäckt eftersom den tyska radarstationen och spaningsplanen i Perugia blivit utslagna av flyganfall 19 januari. Så snart landstigningen påbörjats anfölls den dock av tyska Bf 109:or som i sin tur anfölls av de Spitfires som skyddade landstigningen. Kesselring var inte heller sen att flytta fram 1. Fallschirm-Panzer Division och 4. Fallschirmjäger-Division till Albanobergen för att skära av den mest troliga anfallsriktningen norrut mot Rom, något som gjorde att de allierades framryckning stoppades vid Campoleone och Cisterna. Samtidigt försökte 5:e armén slå sig fram mot landstigningen, men stoppades vid Monte Cassino. Även luftstriderna var hårda. Trots luftskyddet lyckades Luftwaffe 29 januari sänka kryssaren HMS Spartan och fraktfartyget S/S Samuel Huntington med Hs 293-bomber. Marktrupperna drabbades också av svåra förluster, främst av tyskt artilleri, bland annat tungt järnvägsartilleri. För att minska hotet från flyganfall genomfördes flera bombanfall av B-24:or och B-25:or eskorterade av Spitfires från No.43 och No.111 Squadron mot tyska flygfält norr om Rom 7–9 februari. Därefter minskade den fientliga flygaktiviteten. Den 11 februari avlöstes den utmattade XI Corps vid Monte Casino av 2nd New Zealand Division och 4th Indian Division under befäl av Bernard Freyberg. Det var Freyberg som begärde att klostret på Monte Casino skulle bombas. Från 15 februari kunde en division Spitfires baseras på en improviserad flygbas i Nettuno nära Anzio. Flygbasen besköts dock ofta av tyskt artilleri. Den 17 februari genomförde tyskarna ett kraftigt motanfall mot brohuvudet vid Anzio–Nettuno understött av 35 jaktbombare och lyckades slå en 6 km djup kil norrifrån. De allierade svarade med ett massivt luftanfall där flera hundra Spitfires, Mustangs och Warhawks anföll de tyska stridsvagnarna och kanonerna med bomber och automatkanoner vilket gjorde att anfallet kunde slås tillbaka. Det kom att dröja ända fram till i maj innan dödläget var brutet och Adolf Hitler-linjen genombruten.
Det skedde mycket tack vare att de allierade hade luftherravälde och kunde genomföra operation Strangle för att bryta de tyska försörjningslinjerna. I juni kunde general Clarks 5:e armé inta Rom som då redan var en öppen stad. Striderna fortsatte hela hösten längs den gotiska linjen.
Samtidigt pågick en enorm uppladdning i södra England inför operation Overlord. En speciell version för låghöjdsspaning, Spitfire PR Mk.XIII, byggdes och utförde över 3 000 spaningsuppdrag över Normandie för att lokalisera och styrkebedömma de tyska arméstridskrafter som var stationerade i området. Som vilseledande åtgärder genomfördes även spaningsflygningar över andra områden. Totalt 55 Spitfire-divisioner var involverade i operationen, främst som jaktbombare för att understödja marktrupperna. Bland annat lyckades Spitfires och Typhoons bomba 5. Panzerarmees högkvarter i La Caine 10 juni varvid general von Dawans dödades och general von Schweppenburg sårades. Det stora antalet Spitfires och Mustangs samt bombningarna av flygbaser och krigsindustrin gjorde att de allierade hade ett starkt övertag i luften mot det allt mer decimerade Luftwaffe. Inom två veckor efter landstigningen hade Luftwaffe förlorat 600 av sina 800 flygplan i Frankrike. Bara en vecka efter D-dagen togs den första flygbasen i Frankrike i bruk i Saint-Pierre-du-Mont, inom en månad följt av ytterligare 20. Erfarenheter från Italien visade att flygbaser i brohuvudet var fördelaktigt med avseende på reaktionstid och räckvidd. En annan sak som infördes baserad på erfarenheter från Italien var de så kallade invasionsränderna; väl synliga svarta och vita ränder runt flygkroppen framför stjärtfenan och runt vingarna avsedda att öka igenkännligheten och minska vådabekämpningarna. När flygplanen baserades permanent på flygbaser på kontinenten togs ränderna på vingarnas översida bort och i slutet av året togs de bort helt. 
I och med Spitfire Mk.XIV fick RAF ett jaktflygplan med en maxhastighet på över 700 km/h, tillräckligt snabbt för att hinna upp och skjuta ner V-1-robotar. Totalt 303 V-1:or sköts ner av Spitfires, något som endast överträffades av de Havilland Mosquito som tack vare sin radar kunde jaga V-1:or även på natten.

#### 1945: Tysklands fall
År 1945 började illa för de allierades flygstyrkor när Luftwaffe på nyårsdagen lyckades genomföra sin sista stora insats; operation Bodenplatte. Totalt förstördes över 300 flygplan varav minst stycken 70 Spitfires. Det var dock en pyrrhusseger för Luftwaffe som förlorade 247 flygplan, nästan en tredjedel av sin styrka, något som de aldrig återhämtade sig ifrån medan RAF och USAAF kunde ersätta sina förluster inom några veckor. Trots sin numerära överlägsenhet drabbades RAF:s Spitfires även i fortsättningen av förluster, främst från tyskt luftvärn men också av en ny fiende i skyn; jetjaktflygplanet Me 262. Me 262 kunde flyga fortare och stiga snabbare än något allierat flygplan. De kunde dock inte accelerera lika snabbt som en Spitfire, så i låg fart på låg höjd i samband med start och landning var de sårbara, något som de allierade jaktpiloterna kunde utnyttja.
Efter krigsslutet lämnades eller såldes många Spitfires till olika flygvapen i Västeuropa, Mellanöstern, Indien, Australien och södra Afrika. Supermarine fortsatte också att utveckla Spitfiren, med styvare vingar (nödvändigt för farter över 700 km/h), droppformad huv och lägre bakkropp. Utvecklingsmöjligheterna för Spitfiren var dock snart uttömda och eran för kolvmotordrivna jaktflygplan närmade sig sitt slut. De mest genomgripande förändringarna lanserades som en helt ny modell; Supermarine Spiteful.

#### 1948: Malayakrisen och Palestinakrisen
Trots att kolvmotordrivna jaktflygplan hade blivit omoderna gick övergången till jetdrivna jaktflygplan långsamt. Storbritanniens ekonomi låg fortfarande i spillror efter kriget och stora resurser gick åt till återuppbyggnaden. Det fanns helt enkelt inte mycket resurser över till nya jetjaktflygplan trots att Storbritannien fortfarande hade ambitionen att vara en stormakt och var mån om att hålla liv i sin flygindustri som vid den här tiden var världsledande. Därför var många jaktdivisioner 1948 fortfarande utrustade med Spitfires. No.60 och No.81 Squadron var två av dem. Divisionerna var baserade i Singapore men flyttades till Kuala Lumpur och sattes in i Malayakrisen 6 juli genom att anfalla ett läger för MCP-gerilla som hämnd för att brittiska plantageägare dödats av gerilla månaden före. Under de följande åren fortsatte flygplanen att jaga gerillan i djungeln. Flyganfallen fortsatte fram till nyårsdagen 1951.
Redan före andra världskriget hade sionistiska grupper som Irgun och Lehi börjat bedriva en väpnad kamp mot Storbritannien för att kunna upprätta en judisk stat i brittiska Palestina. Palestinas araber däremot förväntade sig ett självständigt arabiskt Palestina med stöd av 1939 års vitbok. Efter krigsslutet förvärrades situationen av USA:s stöd för sionismen samt Storbritannien inte längre hade den politiska och militära styrkan att upprätthålla ordningen i området. Den 26 september 1947 deklarerade därför Storbritannien att man avsåg att dra sig ur Palestinamandatet och överlåta området åt FN att förvalta. Tillbakadragandet var dock inte klart när David Ben-Gurion 14 maj 1948 utropade staten Israel och därmed utlöste 1948 års arabisk-israeliska krig. Den 22 maj anföll Spitfires från Egyptens flygvapen flygbasen i Ramat David i tron att den redan var övergiven av RAF och övertagen av IAF. Så var dock inte fallet och No.32 och No.208 Squadron fick ett brutalt uppvaknande. Två brittiska Spitfires förstördes på marken, men de brittiska divisionerna återhämtade sig snabbt och kunde skjuta ner fem egyptiska Spitfires i luftstrid. I slutet av kriget hade även Israel skaffat sig begagnade Spitfires från Tjeckoslovakien medan RAF dragit tillbaka sina Spitfires till baser i Egypten och på Cypern. På morgonen 7 januari 1949 startade fyra stycken Spitfire FR Mk.XVIII för en spaningsflygning över Sinaihalvön omedvetna om att egyptiska Spitfires samtidigt anföll israeliska trupper längst deras rutt. När de brittiska Spitfire-flygplanen passerade över området möttes de av luftvärnseld och ett av flygplanen skadades så allvarligt att piloten Frank Close var tvungen att rädda sig med fallskärm. Två av de återstående tre flygplanen sköts strax därefter ned av två israeliska Spitfires som även de misstog dem för egyptiska Spitfires. Den sista Spitfiren lyckades komma undan, men var tvungen att nödlanda i öknen. Efter lunch startade ytterligare fyra Spitfires för att leta efter de försvunna flygplanen, den här gången eskorterade av femton Hawker Tempests. Även dessa blev anfallna av fyra stycken israeliska Spitfires som lyckades skjuta ner en Tempest. I den luftstriden hade även de brittiska piloterna svårt att se skillnad på egna och israeliska Spitfires.

### Sverige

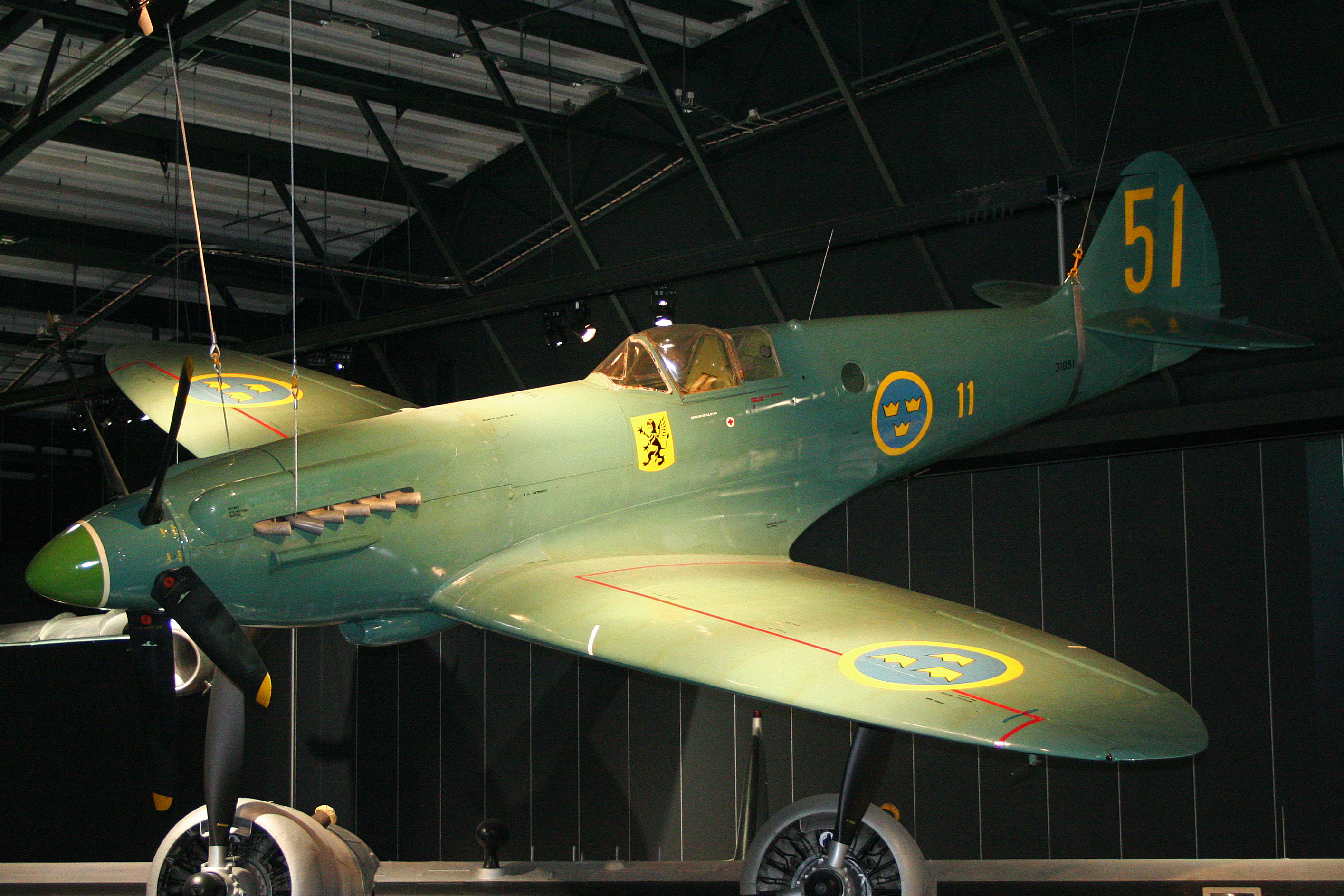
Flygvapenmuseums PR Mk XIX Spitfire i svenska flygvapnets (S 31) utförande.

Svenska flygvapnet köpte år 1948 in femtio stycken Spitfire PR Mk.XIX för att använda som spaningsflygplan. I svenska flygvapnet fick Spitfire flygplansnummer 31 (Flygplan 31) varav planen betecknades S 31 för sin roll. Samtliga flygplan var baserade på Södermanlands flygflottilj (F 11), där de användes fram till 1955 då de ersattes av S 29C Tunnan. Under 1949 flög Ingemar Wängström flera spaningsuppdrag över sovjetiskt territorium i S 31, bland annat till Kandalaksja. Han var då civilklädd och utrustad med förfalskade sovjetiska identitetshandlingar.
Ett bevarat exemplar av versionen Mk.XIX finns att beskåda på Flygvapenmuseum utanför Linköping. Detta exemplar, märkt F 11/51, flög dock aldrig i Flygvapnet. Det införskaffades genom ett triangelbyte via USA i början på 1980-talet från Kanada. För att få en grund att bygga på bytte man till sig ett inte helt komplett flygplan, i affären ingick en Tp 79, två A 32A Lansen, en J 34 Hawker Hunter, samt två Douglas Skyraider, flygplan som redan fanns representerade i samlingarna. Tp 79 och båda A 32 flögs för egen maskin över Atlanten. Ytterligare en Tp 79 byttes bort för att erhålla en Rolls-Royce Griffon-motor från en privat samling i Sverige.
Bildelsföretaget Biltemas ägare är flygentusiast och har en Spitfire Mk.XVI på Ängelholms flygplats som används vid flyguppvisningar, planet har registreringen SE-BIR och köptes 2007 för 14 miljoner kronor från England. År 2009 köptes dessutom en Mk.XVIII som registrerades SE-BIN. Denna havererade dock vid landning i Norge i augusti 2010.

### Sydafrika

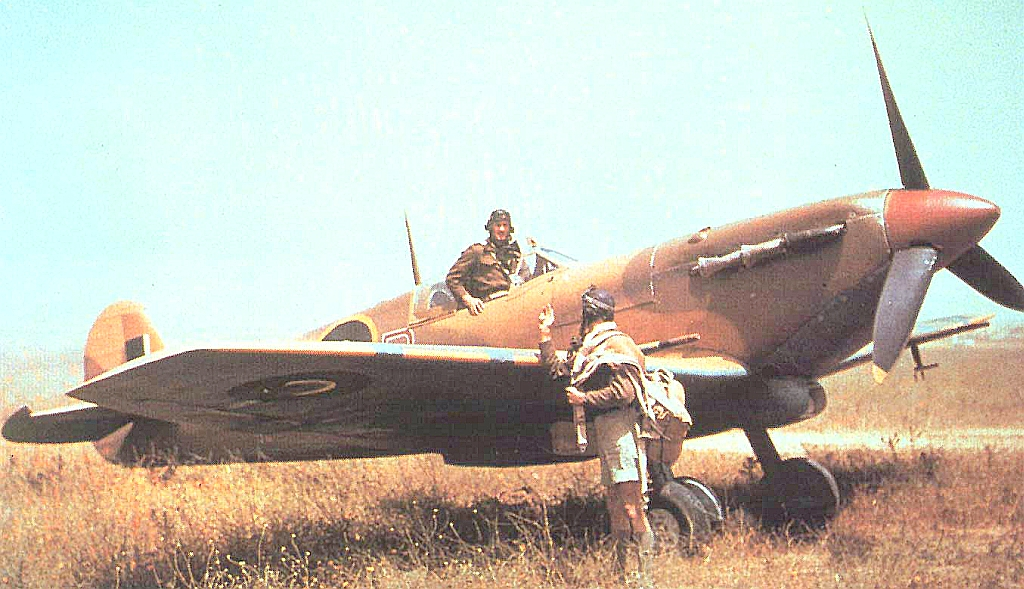
En Spitfire Mk.Vb från No. 40 Squadron i Gabès, Tunisien, april 1943.

När andra världskriget bröt ut hade Sydafrikas flygvapen sju flygdivisioner, många av dem bildade så sent som i april 1939. De var dessutom utrustade med omoderna flygplan som Hawker Hartebees, Gloster Gladiators och Westland Wapitis. En intensiv period av uppbyggnad och träning inleddes för att kunna utmana Italiens flygvapen i italienska Östafrika. Till en början var Sydafrikas flygvapen utklassat, men i takt med att modernare flygplan som Hawker Hurricanes och Curtiss Warhawks tillfördes ändrades förhållandet. När det östafrikanska fälttåget var över i november 1941 drogs några divisioner tillbaka till Sydafrika för att delta i operation Ironclad (invasionen av Madagaskar) medan andra flyttades fram till Nordafrika för att bekämpa tyska Afrikakåren i Ökenkriget. Det var under tiden i Nordafrika som jaktdivisionerna började få Spitfires. När fälttåget i Nordafrika var över i maj 1943 hade SAAF sexton divisioner i Nordafrika, fyra av dem (No.1, No.4, No.7 och No.40 Squadron) utrustade med Spitfires. Under Italienska fälttåget fick även resterande jaktdivisioner (No.2, No.3, No.9, No.10 och No.11) sina Spitfires. No.41 Squadron fick Spitfires i februari 1944 men deltog inte i Italienska fälttåget utan baserades i Palestina. Efter krigsslutet upplöstes många av divisionerna, bara No.1 och No.4 Squadrons behöll sina Spitfires in på 1950-talet.

### Sydrhodesia
Sydrhodesias flygvapen bildades officiellt 19 september 1939 och alla mobiliserade flygplan tilldelades den enda divisionen No.1 Squadron. Den existerade bara i några månader innan den togs över av RAF och blev No.237 Squadron den 22 april 1940. Divisionen baserades i Sudan och använde till att börja med omoderna biplan som Hawker Harts och Gloster Gladiator samt Westland Lysander. I maj 1941 flyttades divisionen till Egypten och utrustades med Hawker Hurricanes. Efter operation Vesuvius (befrielsen av Korsika) i oktober 1943 baserades divisionen på Korsika för att understödja operation Dragoon och italienska fälttåget, nu utrustade med Spitfires. En av de mest kända piloterna var Ian Smith som senare kom att bli det självständiga Rhodesias första premiärminister. Divisionen upplöstes 1 januari 1946, men återuppstod som en del av Sydrhodesias flygvapen under det ursprungliga namnet No.1 Squadron 1947. Det dröjde dock till 1951 innan divisionen åter fick flyga Spitfires, nu den modernare efterkrigstillverkade versionen Mk.22. Även en No.2 Squadron med Spitfires bildades i New Sarum. Propellerdrivna jaktflygplan var dock redan omoderna och Sydrhodesias flygvapen började ersätta sina Spitfires med de Havilland Vampires 1954.
Av de Spitfires som tillverkades efter andra världskriget har bara en återställs i ursprungligt skick; Spitfire PK350 från Sydrhodesias flygvapen. PK350 togs ur tjänst 1954 och var därefter utställd på flygplatsen i New Sarum. Flygplanet köptes av Jack Malloch som tidigare flugit PK350 när den fortfarande var i tjänst. Att återställa den i flygbart skick tog två och ett halvt år och den flög igen 29 mars 1980. Jack Malloch dog 26 mars 1982 i ett haveri med PK350 under inspelningen av dokumentären Pursuit of a Dream.

### Tjeckoslovakien
Tre jaktdivisioner med tjeckiska piloter sattes upp av RAF under andra världskriget No.310 och No.312 Squadron i juli 1940 följda av No.313 Squadron i maj 1941. No.310 och No.312 deltog i slaget om Storbritannien med de Hawker Hurricanes de till en början var utrustade med. De divisionerna fick Spitfires i oktober 1941 medan No.313 hade Spitfires från början. No.312 Squadron deltog i operation Jubilee och alla tre divisionerna deltog i operation Overlord, då utrustade med Spitfire Mk.IX. Efter Tysklands kapitulation i maj 1945 flyttades divisionerna till det befriade Tjeckoslovakien och överlämnades därefter till Tjeckoslovakiens flygvapen. I tjeckoslovakisk tjänst fick Spitfire Beteckningen S-89 och var ett populärt flygplan, delvis för att det symboliserade Tjeckoslovakiens kamp mot Tyskland. Mest populär var Karel Postas Spitfire som i metallblank finish och med en röd blixt längst flygkroppen användes för flyguppvisningar. När Tjeckoslovakien 1948 blev en kommuniststat och allierad med Sovjetunionen valde man att göra sig av med sina Spitfires för att i stället köpa sovjetiska stridsflygplan. Nästan hela det tjeckoslovakiska flygvapnets bestånd av Spitfire och Avia S-199 såldes till Israel. Av de Spitfires som fortfarande var i flygdugligt skick in på 2000-talet var inte mindre än sju stycken från No.312 Squadron, fler än från någon annan division.

### Turkiet
År 1939 beställde Turkiet 15 stycken Spitfires och förhandlade om att tillverka ytterligare 45 på licens. En Spitfire (L1066) avsedd för Polen stoppades då Rumänien inte tillät att utländsk krigsmateriel transporterades genom landet. Det flygplanet levererades i stället till Turkiet i september 1939. Ytterligare två Spitfires (P9566 och P9567) tillverkade för Turkiet levererades i juni 1940 innan brittiska utrikesdepartementet stoppade affären. De resterande 13 tillverkade för Turkiet tilldelades RAF. I december 1940 gjorde bristen på reservdelar Turkiets Spitfires flygodugliga och i april 1942 lämnades P9566 och P9567 tillbaka till RAF som kom och hämtade dem i Kocaeli och flög dem till Abu Sueir i Egypten efter nödvändiga reparationer. Ödet för L1066 är okänt.

### Tyskland
Att Spitfire var en så formidabel fiende kom som något av en överraskning för Luftwaffe. Adolf Galland lär ha sagt till Hermann Göring att han ville ha en division Spitfires för att besegra RAF under slaget om Storbritannien. Galland skrev senare i sin bok Die Ersten und die Letzten att det bara var något han sade för att retas med Göring som han inte tyckte särskilt mycket om. Under kriget lyckades Tyskland dock erövra ett antal Spitfires som nödlandade på ockuperat territorium i mer eller mindre skadat skick. De tilldelades specialdivisionen Kampfgeschwader 200 som bland annat testade och utvärderade utländska flygplan. Ett av dem var EN830, en Spitfire Mk.Vb som nödlandade på den ockuperade ön Jersey 18 november 1942. Flygplanet landade relativt intakt och transporterades till Tyskland för undersökning. Flygplanet och dess Merlin 45-motor jämfördes med Messerschmitt Bf 109 och Focke-Wulf Fw 190. Eftersom Merlin 45 var en större motor än de som användes i tidigare Spitfires och var jämförbar med motorn DB 605A som satt i Bf 109 beslutade man därför att byta ut Merlin-motorn mot en DB 605A. Resultatet blev bättre än förväntat. Under 3 000 meter var Bf 109G fortfarande snabbare tack vare mindre luftmotstånd, men på högre höjd var Spitfiren överlägsen och maxhöjden var högre än för både Spitfire Mk.V och Bf 109G. När testerna var färdiga hade Supermarine redan lanserat Spitfire Mk.IX med motorn Merlin 66 som hade motsvarande prestanda. EN830 förstördes på marken under ett anfall av USAAF 14 augusti 1944.
En annan erövrad Spitfire anföll stranden Omaha Beach under landstigningen i Normandie och var mycket nära att döda general Omar Bradley.

### USA

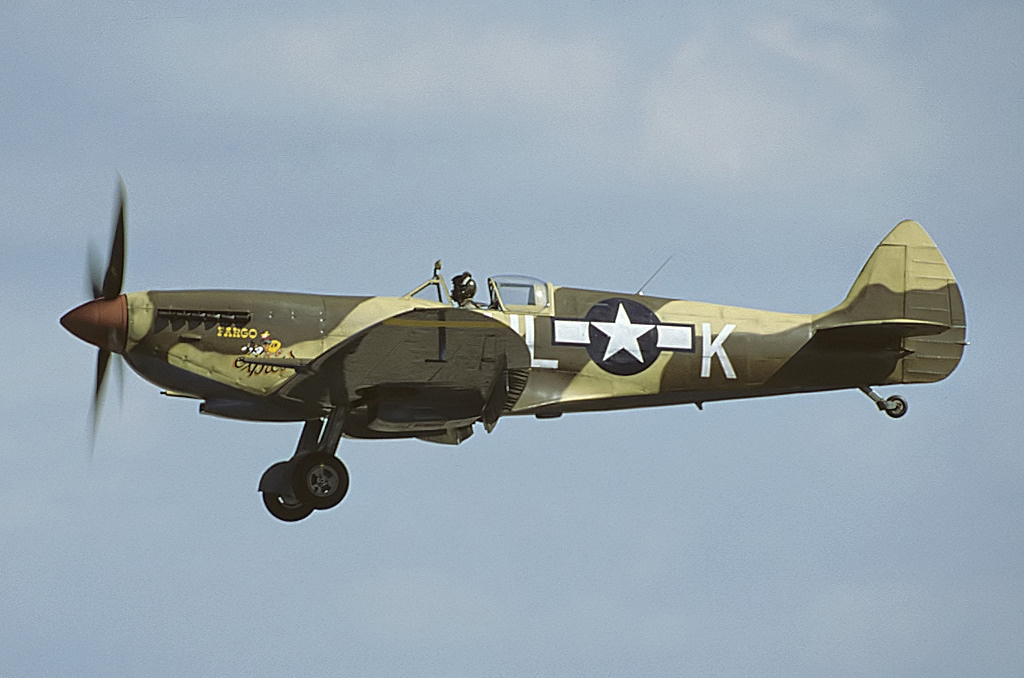
En Spitfire Mk.IX i amerikanska flygvapnets färger.

När USA drogs in i andra världskriget 1941 och 8:e flygvapnet anlände till Storbritannien var Lockheed P-38 Lightning, Bell P-39 Airacobra och Curtiss P-40 Warhawk de jaktflygplan som man hade tillgängliga. P-38 hade den räckvidd och höghöjdsprestanda som krävdes för att eskortera tunga bombflygplan, men varken P-39 eller P-40 kunde mäta sig med de tyska jaktflygplanen Messerschmitt Bf 109 och Focke-Wulf Fw 190 på höjder över 3 000 meter. 307:e och 308:e jaktdivisionerna anlände först, till och med före sina flygplan vilket gjorde att RAF lånade ut ett antal Spitfire Mk.V till dem för att de skulle kunna börja flyga. När sedan 2:a, 4:e och 309:e jaktdivisionerna anlände hade USAAF insett Spitfirens fördelar gentemot P-39 och P-40 och även de utrustades med Spitfires. 307:e och 308:e fick sitt elddop under operation Jubilee då de förlorade åtta Spitfires och fick ytterligare sju skadade. De drogs tillbaka till Westhampnett medan 2:a och 4:e tog deras plats på Biggin Hill. Innan någon av divisionerna hann sättas in i strid igen fördes 307:e och 308:e över till 7:e flygvapnet för att delta i operation Torch. Till en början bestod motståndet av Vichyregimens relativt omoderna Dewoitine D.520, men när de mötte Luftwaffes Jagdgeschwader 2 blev motståndet hårdare. I mars 1943 hade de amerikanska piloterna lärt sig bemästra den mer aggressiva brittiska taktiken och började trycka tillbaka StG 3, JG 2 och JG 77. Efter att fälttåget i Nordafrika deltog 308:e i operation Husky och operation Avalanche. Vid tiden för slaget om Anzio hade även 2:a och 4:e jaktdivisionerna flyttats till Medelhavet och baserats på Korsika. Den 22 januari 1944 överraskade 2:a divisionen Kampfgeschwader 26 på väg från Marseille för att anfalla landstigningen vid Anzio och sköt ner sju He 111 och tre Ju 88. Dagen efter var det 4:e divisionens tur att skjuta ner två stycken Do 217 beväpnade med Fritz X-bomber och skada ytterligare två. Under mars och april månad 1944 bytte alla amerikanska Spitfire-divisioner ut sina Spitfires mot North American P-51 Mustang. Trots att över 600 Spitfires användes av USAAF fick de aldrig någon amerikansk beteckning och deras insats är förvånansvärt okänd.

### Övriga användare
- Irlands flygkår – 6 stycken dubbelsitsiga Spitfire T.9, 1951–1961
- Kenya – 3 stycken ”presentation Spitfires” sponsrade genom insamling och namngivna efter Kenyas stammar; Kamba–Mam, Kamba–Meru och Kikuyu–Embu.
- Thailands flygvapen – 30 stycken Spitfire FR Mk.XIV och PR Mk.XIX, 1948–1958

## Varianter
- Supermarine 300 – Prototyp med Merlin C-motor på 990 hk, tvåbladig träpropeller och manuell hydraulpump. 1 byggd.
- F Mk.I – Första produktionsserien med Merlin II-motor på 1 030 hk, trebladig de Havilland-propeller med två stigningslägen, motordriven hydraulpump och reflexsikte. A-vingar. 1 567 byggda.
  - PR Mk.I – Fotospaningsversion utan beväpning men med två F-24 kameror med 152 mm brännvidd i vingarna. 2 ombyggda från F Mk.I.
  - PR Mk.II – Förbättrad version med en extra bränsletank bakom piloten och -24 kameror med 203 mm bärnnvidd. Båda PR Mk.I ombyggda till PR Mk.II.
  - PR Mk.III – Ny fotospaningsversion med de båda F-24 kamerorna i en gondol under styrbords vinge och en bränsletank på 136 liter under babords vinge.
  - PR Mk.IV – Fotospaningsversion med extra lång räckvidd och med möjlighet att bära en eller två kameror med 355, 508 eller 914 mm brännvidd. 229 byggda.
  - PR Mk.V – Fotospaningsversion med en sidomonterad kamera. 1 byggd.
  - PR Mk.VI – Fotospaningsversion med två F-8 kameror med 203 eller 508 mm brännvidd.
- F Mk.II – Andra produktionsserien med Merlin XII-motor på 1 175 hk, Coffman-start och trebladig Rotol-propeller med de Havilland propellerregulator. A- eller B-vingar. 921 byggda.
- F Mk.III – Förbättrad modell med Merlin XX-motor på 1 390 hk, tvåväxlad kompressor, kortare vingar, längre flygkropp och förstärkt landningsställ med infällbart sporrhjul. Endast 1 byggd på grund av att alla Merlin XX-motorer levererades till Hawker för att användas i Hawker Hurricane.
- F Mk.V – Version med Merlin 45-motor på 1 440 hk och insprutningsförgasare okänslig för negativa g-krafter. A-, B- eller C-vingar. 6 479 byggda inklusive ombyggda Mk.I och Mk.II.
  - PR Mk.VII – Beväpnad fotospaningsversion med åtta kulsprutor, en sidomonterad kamera med 355 mm brännvidd och två lodkameror med 127 respektive 355 mm brännvidd. 45 ombyggda från F Mk.V.
  - F Mk.Vb Floatplane – Tre Spitfire Mk.V konverterade till pontonflygplan av Folland Aircraft. Dessa fick även fyrbladig propeller.[70]
- F Mk.VI – Höghöjdsversion med Merlin 45-motor på 1 415 hk, fyrbladig propeller, förlängda vingspetsar och trycksatt kabin. C-vingar. 100 byggda.
- F Mk.VII – Höghöjdsversion med Merlin 61 (1 300 hk) eller Merlin 71 (1 700 hk) med tvåstegskompressor. Trycksatt kabin som Mk.VI men med samma bakåtglidande huv som övriga. Även många av förbättringarna från Mk.III. C-vingar. 140 byggda.
  - PR Mk.X – Fotospaningsversion med flygkropp och motor från F Mk.VII och vingarna från PR Mk.IX. 16 byggda.
- F Mk.VIII – I stort sett identisk med Mk.VII med undantag av att kabinen inte var trycksatt. C-vingar. 1 657 byggda.
- F Mk.IX – Första versionen med tvåstegskompressor och Merlin 61 eller 63. C- eller E-vingar. 7 011 byggda inklusive 284 ombyggda Mk.I och Mk.II.
  - LF Mk.IX – Låghöjdsversion med Merlin 66-motor och avkortade vingspetsar. 4 010 byggda.
  - HF Mk.IX – Höghöjdsversion med Merlin 70-motor. 410 byggda.
  - FR Mk.IX – Beväpnad fotospaningsversion med standardbeväpning och en sidomonterad F-24 kamera.
  - F Mk.IX Floatplane Ett flygplan ombyggt till pontonflygplan på samma sätt som tidigare Mk.Vb.[70]
- PR Mk.XI – Fotospaningsversion baserad på Mk.IX utan beväpning men med extra bränsletankar samt modulär kamerainstallation för olika F-8, F-24 eller F-51 kameror med olika brännvidder. 470 byggda.
- F Mk.XII – Första versionen med Rolls-Royce Griffon-motor med enstegskompressor på 1 735 hk. E-vingar. 100 byggda.
- PR Mk.XIII – Fotospaningsversion för låghöjdsspaning. Merlin 32-motor och C-vingar med fyra kulsprutor men med kameror i stället för automatkanoner. 26 ombyggda från Mk.I, Mk.II och Mk.V.
- F Mk.XIV – Version med Griffon 61 eller 65 med tvåstegskompressor på 2 050 hk. C- eller E-vingar. 957 byggda
- F Mk.XVI – Mk.IX med amerikansk Packardtillverkad Merlin-motor (Packard-Merlin, samma motor som i North American P-51 Mustang). C- eller E-vingar. 1 053 byggda.
- F Mk.XVIII – Version med bubbelformad huv och plattare bakkropp för bättre sikt bakåt. I övrigt identisk med Mk.XIV. E-vingar. 300 byggda.
- PR Mk.XIX – Fotospaningsversion med Griffon-motor, två lodkameror och en sidokamera. En kombination av flygkropp och motor från F Mk.XIV, vingarna från PR Mk.XI och kabinen från PR Mk.X. Alla utom de 22 första hade trycksatt kabin. 225 byggda.
- F Mk.21 – Version med helt nykonstruerad vinge med fyra stycken 20 mm automatkanoner. Vingen var styvare för att tillåta högre maxfart. Dessutom var landningsstället längre för att tillåta en större propeller och bredare för bättre stabilitet på marken. Mk.21 vidareutvecklades senare till Supermarine Spiteful. 120 byggda.
- F Mk.22 – En vidareutveckling av Mk.21 med huven från Mk.XVIII och större stjärtfena för bättre stabilitet. 260 byggda.
- F Mk.24 – Mk.22 med möjlighet att bära åtta stycken RP-3 raketer under vingarna.